# Mur de Berlin
Vous lisez un « article de qualité » labellisé en 2006.
Pour les articles homonymes, voir Mur (homonymie) et Mur de la honte.

Carte de Berlin avec le tracé du mur en violet. Elle mentionne également les passages frontaliers et les réseaux métropolitains.
Voir aussi :.

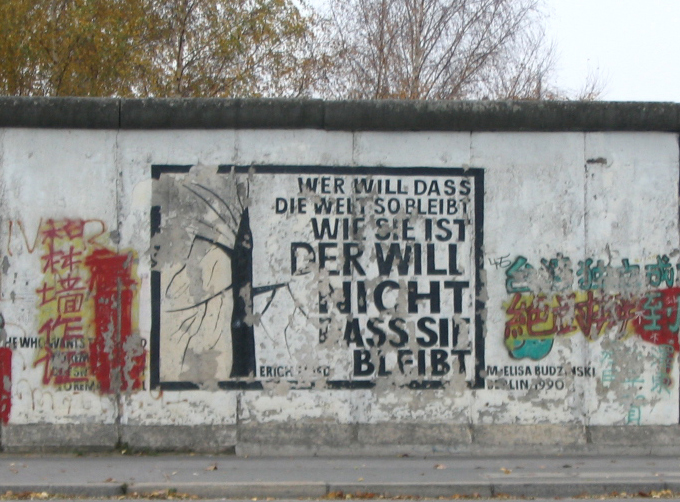
Vestige du mur de Berlin, 2004.

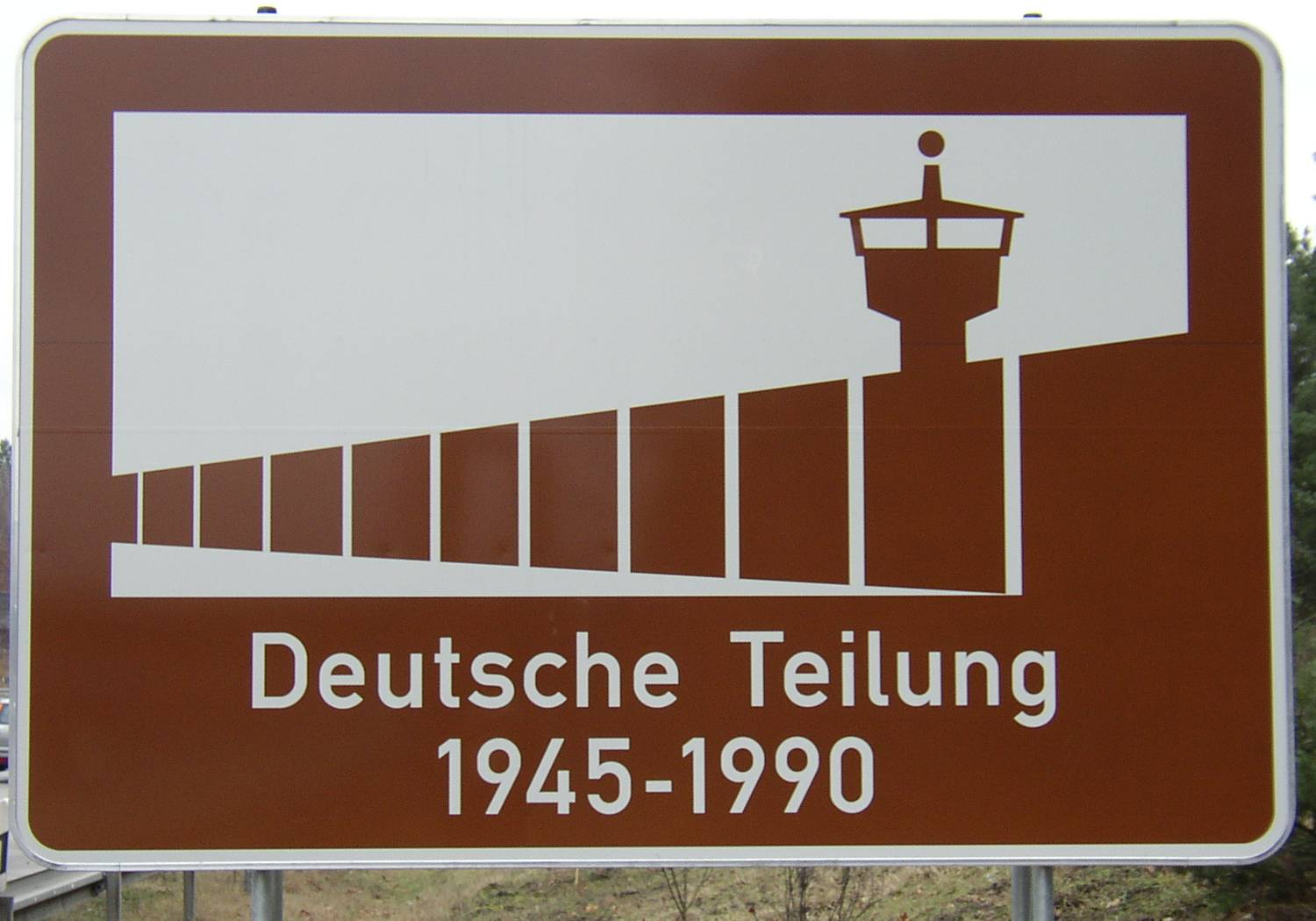
Panneau indicateur de l'ancienne division allemande.

Le mur de Berlin (en allemand Berliner Mauer, /bɛʁˌliːnɐ ˈmaʊ̯ɐ/ ? Écouter [Fiche]), « mur de la honte » pour les Allemands de l'Ouest et officiellement appelé par le gouvernement est-allemand « mur de protection antifasciste » (Antifaschistischer Schutzwall), est érigé en plein Berlin dès la nuit du 12 au 13 août 1961 par la République démocratique allemande (RDA), d'abord sous la forme de rideau de fils de fer barbelé, au cours du mois d'août et de septembre 1961, puis sous la forme d'un mur en béton et en briques, selon les emplacements, à compter d'octobre 1961. Il doit ainsi servir à mettre fin à l'exode croissant de ses habitants vers la République fédérale d'Allemagne (RFA),. De façon systématique, le mur est installé en respectant le tracé des zones de Berlin défini par les Alliés et les Soviétiques à compter de juillet 1945 : le mur est parfois situé environ un mètre ou plusieurs mètres en deçà de la limite du secteur soviétique et n'empiète en aucun cas sur l'étendue de la trizone américaine, britannique et française de Berlin. Ainsi, la décision du gouvernement est-allemand d'élever une séparation entre Berlin-Est et Berlin-Ouest n'a pas pu être considérée, sur le plan du droit, comme un acte violant la légalité internationale, car ce gouvernement agissait sur la superficie de son territoire, où il pouvait donc faire ce qu'il désirait.
Le mur, composante de la frontière intérieure allemande, a séparé physiquement la ville en Berlin-Est et Berlin-Ouest pendant plus de vingt-huit ans et a constitué le symbole le plus marquant d'une Europe divisée par le rideau de fer. Plus qu'un simple mur, il s'agissait d'un dispositif militaire complexe comportant deux murs de 3,6 mètres de haut avec un chemin de ronde entourant intégralement le secteur ouest de la ville sur 155 km, équipé de 302 miradors, de dispositifs d'alarme et de barbelés dressés vers le ciel, et surveillé par 14 000 gardes et 600 chiens. Les gardes-frontières est-allemands et les soldats soviétiques n'hésitaient pas à tirer sur les fugitifs, ce dont un nombre indéterminé de personnes ont été victimes lors de leur tentative de franchissement du mur.
L'affaiblissement de l'Union soviétique, la perestroïka conduite par Mikhaïl Gorbatchev et la détermination des Allemands de l'Est qui organisaient de grandes manifestations, ont provoqué le 9 novembre 1989 la chute du mur de Berlin, suscitant l'admiration incrédule du « Monde libre » et ouvrant la voie à la réunification allemande. Presque totalement détruit, le Mur laisse cependant, dans l'organisation urbaine de la capitale allemande, des cicatrices qui ne sont toujours pas effacées aujourd'hui. Le mur de Berlin, symbole du clivage idéologique et politique de la guerre froide, a inspiré de nombreux livres et films. Plusieurs musées lui sont consacrés.

## Histoire

### Avant la construction du Mur (1945-1961)
Pour des articles plus généraux, voir Crise de Berlin (1958-1963) et Occupation de l'Allemagne après la Seconde Guerre mondiale.

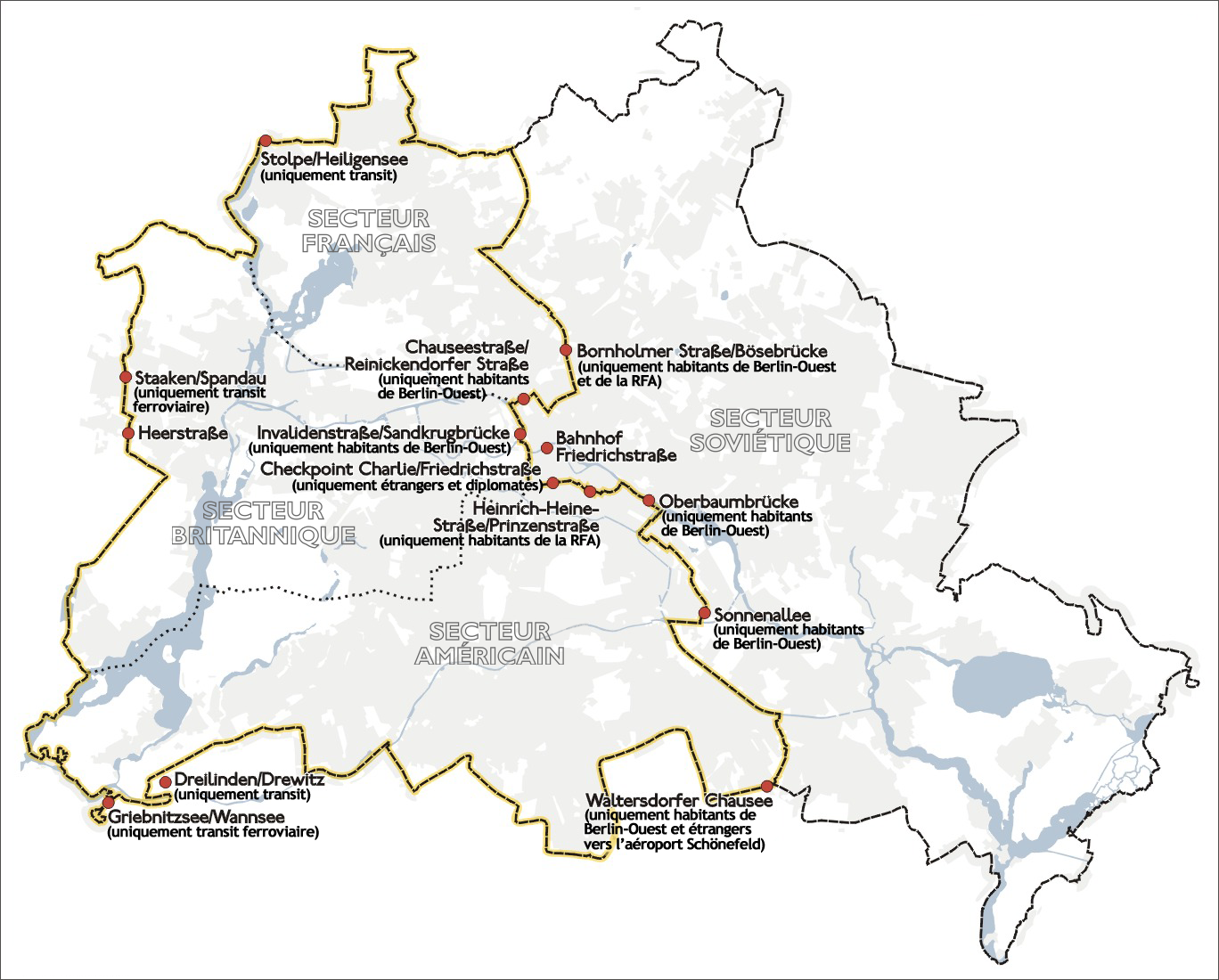
Secteurs d'occupation de Berlin, tracé du Mur et points de passage (1989).

Après sa capitulation le 8 mai 1945, l'Allemagne est divisée en quatre zones d'occupation sous administrations soviétique, américaine, britannique et française, conformément à l'accord conclu à la conférence de Yalta. Berlin, la capitale du Troisième Reich, est d'abord totalement occupée  en mai-juin 1945 par l'Armée rouge. Mais elle est également partagée en quatre secteurs, à compter de juillet 1945, lors de l'arrivée des premiers contingents des Alliés occidentaux. Les Soviétiques laissent alors aux Occidentaux les districts ouest de la ville (2 à la France, 3 aux Britanniques et 5 aux États-Unis) qui se retrouvent ainsi totalement enclavés dans leur zone d'occupation, le secteur restant étant placé  sous contrôle soviétique - soit 10 districts - représentant à lui seul 409 km2, soit 45,6 % de la superficie de la ville. La position et l'importance de Berlin en font un enjeu majeur de la guerre froide qui s'engage dès la fin des hostilités.

#### Événements en Allemagne
La coopération entre les quatre puissances occupantes de l'Allemagne prend fin en mars 1948 lorsque l'Union soviétique suspend sa participation au Conseil de contrôle allié et du commandement interallié le 19 mars 1948. Les Soviétiques s'emploient dès lors à gêner les communications des Occidentaux avec Berlin-Ouest et l'Allemagne de l'Ouest, sans doute pour les forcer à abandonner l'ancienne capitale du Reich. Du 24 juin 1948 au 12 mai 1949, Staline instaure le blocus de Berlin. Tous les transits terrestres et fluviaux entre Berlin-Ouest et l'Allemagne de l'Ouest sont coupés. Cet événement constitue la première crise majeure entre l'Union soviétique et les Occidentaux. Grâce à un gigantesque pont aérien organisé sous l'égide des États-Unis, Berlin-Ouest survit au blocus.
L'année 1949 voit la création en mai de la République fédérale d'Allemagne (RFA) dans la trizone constituée par les zones française, britannique et américaine, suivie de près par celle de la République démocratique allemande (RDA) en octobre dans la zone sous occupation soviétique. La création de deux États consolide la division politique de Berlin. On commence alors des deux côtés à sécuriser et à fermer la frontière entre les deux États. Des douaniers et du personnel policiers ou assimilés sont détachés à la surveillance frontalière  et patrouillent entre la RDA et la RFA ; de solides clôtures seront plus tard érigées du côté est-allemand.
Légalement, Berlin garde le statut de ville démilitarisée (absence de soldats allemands et présence de forces locales policières) partagée en quatre secteurs, et indépendante des deux États que sont la RFA et RDA. En réalité, la portée pratique de cette indépendance est très limitée. En effet, le statut de Berlin-Ouest s'apparente à celui d'un Land, avec des représentants sans droit de vote au Bundestag, tandis que Berlin-Est devient, contrairement à son statut, capitale de la RDA. La ville reste cependant le seul endroit où les Allemands de l'Est comme de l'Ouest peuvent transiter, sans contrôles particuliers .
Le 27 novembre 1958, l'URSS tente un nouveau coup de force lors de l'« ultimatum de Khrouchtchev » proposant le départ des troupes occidentales dans les six mois pour faire de Berlin une « ville libre » démilitarisée. Les alliés occidentaux refusent. Cet ultimatum marque le début de la crise de Berlin qui sera au cœur des relations Est-Ouest pendant quatre ans.

#### Causes de la construction du mur de Berlin
Depuis sa création en octobre 1949, la RDA subit un flot d'émigration croissant vers la RFA, particulièrement à Berlin. La frontière urbaine est difficilement contrôlable, contrairement aux zones rurales déjà très surveillées. Entre 2,6 et 3,6 millions d'Allemands — sur une population totale d'environ 16 millions d'habitants — fuient la RDA par Berlin entre 1949 et 1961, privant le pays d’une main-d'œuvre indispensable au moment de sa reconstruction et montrant à la face du monde leur faible adhésion au régime communiste,. Émigrer ne pose pas de difficulté majeure, car, jusqu’en août 1961, il suffit de prendre le métro ou le chemin de fer berlinois pour passer d'est en ouest, ce que font quotidiennement des Berlinois pour aller travailler. Les Allemands appellent cette migration de la RDA communiste à la RFA capitaliste : « voter avec ses pieds ». Pendant les deux premières semaines d'août 1961, riches en rumeurs, plus de 47 000 citoyens est-allemands passent en Allemagne de l'Ouest via Berlin. De plus, Berlin-Ouest joue aussi le rôle de porte vers l'Ouest pour de nombreux Tchécoslovaques et Polonais. Comme l'émigration concerne particulièrement les jeunes actifs, elle pose un problème économique majeur pour le gouvernement est-allemand et menace l'existence même de la RDA.
En outre, environ 50 000 Berlinois sont des travailleurs frontaliers, travaillant à Berlin-Ouest, mais habitant à Berlin-Est ou dans sa banlieue où le coût de la vie et de l'immobilier est plus favorable. Le 4 août 1961, un décret oblige les travailleurs frontaliers à s'enregistrer comme tels et à payer leurs loyers en Deutsche Marks (monnaie de la RFA). Avant même la construction du Mur, la police de la RDA surveille intensivement aux points d'accès à Berlin-Ouest ceux qu'elle désigne comme « contrebandiers » ou « déserteurs de la République ».
Comme dans tous les pays communistes sous domination soviétique, une économie planifiée a été imposée à la RDA par Moscou. Le plan septennal (1959-1965) est un échec dès le début. La production industrielle augmente moins vite que prévu. En effet, les investissements sont insuffisants. La collectivisation des terres agricoles, contestée par la quasi-totalité des paysans de l'Allemagne de l'Est, entraîne une baisse de la production et une pénurie alimentaire. Les salaires augmentent plus vite que prévu à cause d'un manque de main-d'œuvre provoqué en grande partie par les fuites à l'Ouest. Un important trafic de devises et de marchandises, néfaste à l'économie est-allemande, passe par Berlin. La RDA se trouve en 1961 au bord de l’effondrement économique et social.

### La construction du mur de Berlin

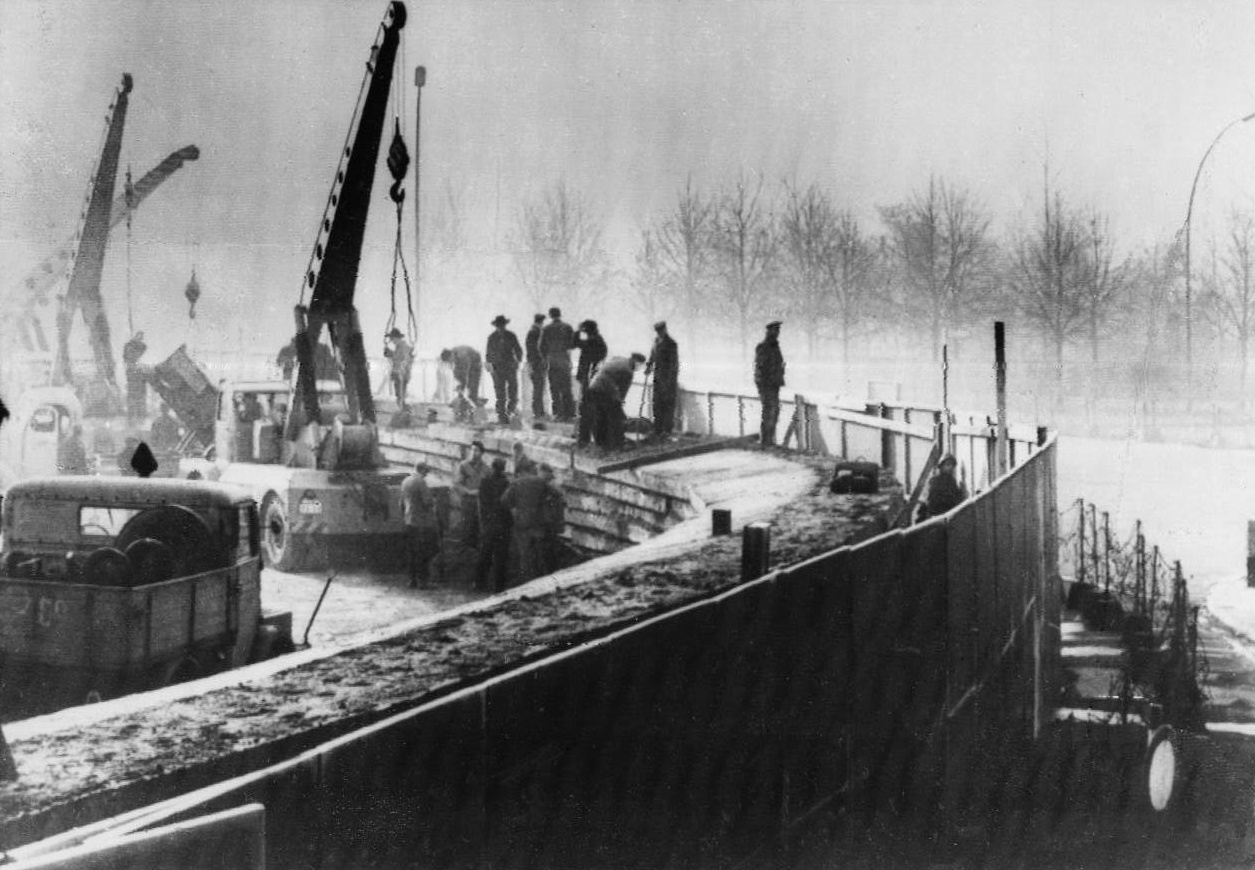
La construction du Mur, le 20 novembre 1961.

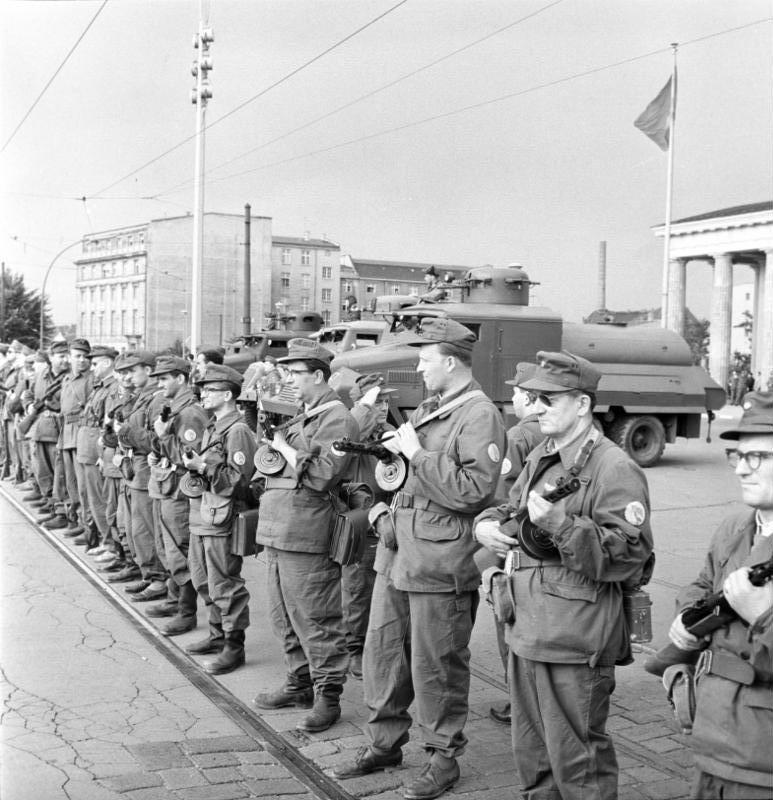
Le 13 août 1961, la construction du mur de Berlin commence. Cette photo montre des hommes des « groupes de combat de la classe ouvrière » (Kampfgruppen der Arbeiterklasse), organisation paramilitaire est–allemande, sur le côté ouest de la porte de Brandebourg qui se tiennent exactement sur la ligne de démarcation.

Le programme de construction du Mur est un secret d'État du gouvernement est-allemand. Il commence dans la nuit du 12 au 13 août 1961 avec la pose de grillages et de barbelés autour de Berlin-Ouest. L'opération a pour nom de code « Muraille de Chine ».
Son édification est effectuée par des maçons réquisitionnés, sous le contrôle et la surveillance de policiers et de soldats – en contradiction avec les assurances du président du Conseil d'État de la RDA, Walter Ulbricht, qui déclarait le 15 juin 1961 lors d'une conférence de presse internationale à Berlin-Est en réponse à une journaliste ouest-allemande : « Si je comprends bien votre question, il y a des gens en Allemagne de l'Ouest qui souhaitent que nous mobilisions les ouvriers du bâtiment de la capitale de la RDA pour ériger un mur, c'est cela ? Je n'ai pas connaissance d'un tel projet ; car les maçons de la capitale sont principalement occupés à construire des logements et y consacrent toute leur force de travail. Personne n'a l'intention de construire un mur ! »

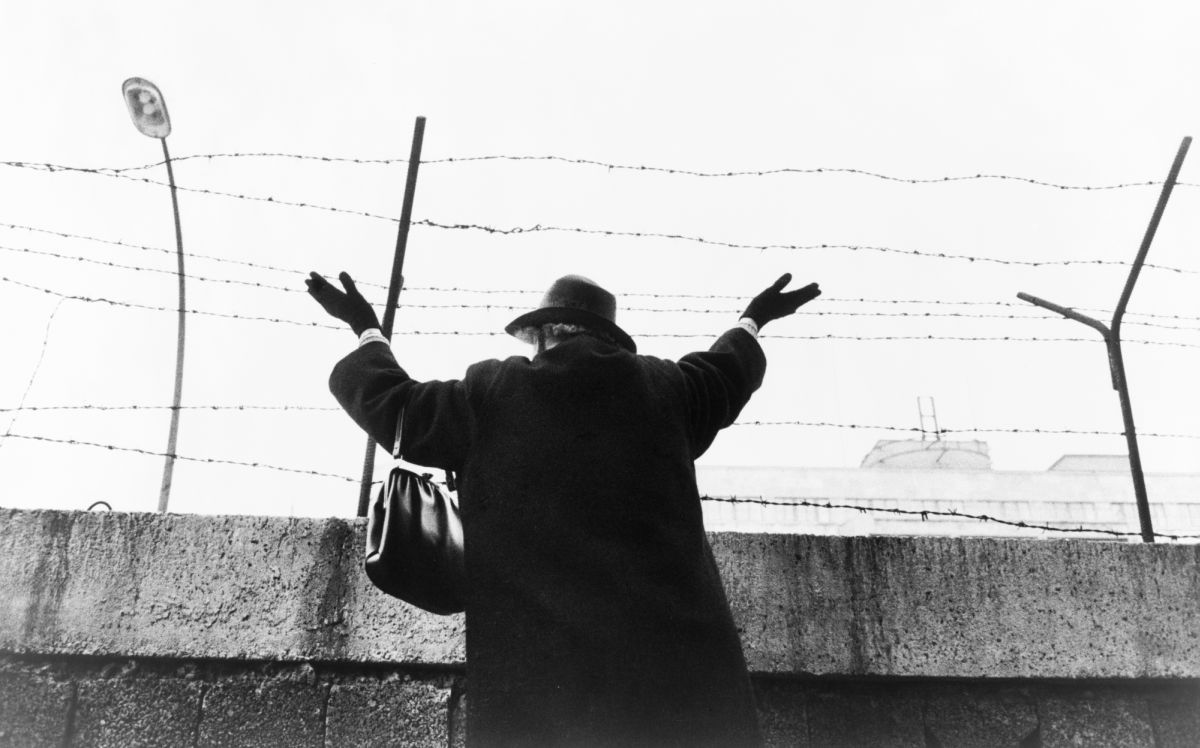
Après trois heures d'attente, une vieille dame passée au secteur ouest fait signe à ses connaissances restées à l'Est, 1961.

W. Ulbricht est ainsi le premier à employer le mot « mur », deux mois avant qu'il ne soit érigé.
Si les Alliés sont au courant d'un plan de « mesures drastiques » visant au verrouillage de Berlin-Ouest, ils se montrent cependant surpris par son calendrier et son ampleur. Comme leurs droits d'accès à Berlin-Ouest sont respectés, ils décident de ne pas intervenir militairement. Le BND (Services secrets de la RFA) avait lui aussi reçu début juillet des informations semblables. Après la rencontre entre Ulbricht et Nikita Khrouchtchev lors du sommet des pays membres du Pacte de Varsovie (3-5 août 1961), le BND note dans son rapport hebdomadaire du 9 août : « Les informations disponibles montrent que le régime de Pankow s'efforce d'obtenir l'accord de Moscou pour l'entrée en vigueur de mesures rigoureuses de blocage ; en particulier le bouclage de la frontière de Berlin, avec interruption du trafic de métros et de tramways entre Berlin-Est et Berlin-Ouest. (…) Il reste à voir si Ulbricht est capable de faire accepter de telles exigences par Moscou, et jusqu'où. »
La déclaration publique du sommet du Pacte de Varsovie propose de « contrecarrer à la frontière avec Berlin-Ouest les agissements nuisibles aux pays du camp socialiste et d'assurer autour de Berlin-Ouest une surveillance fiable et un contrôle efficace. »
Le 11 août 1961, la Chambre du peuple (« Volkskammer »), le parlement de la RDA, approuve la concertation avec Moscou et donne les pleins pouvoirs au conseil des ministres pour en assurer la réalisation. Ce dernier adopte le 12 août un décret dénonçant la politique d'agression impérialiste des Occidentaux à son encontre. Un contrôle très strict des frontières séparant Berlin-Ouest et Berlin-Est est instauré. Il décide de l'emploi des forces armées pour occuper la frontière avec Berlin-Ouest et y ériger un barrage.
Le samedi 12 août, le BND reçoit l'information qu'« une conférence a eu lieu à Berlin-Est au centre de décision du Parti communiste est-allemand (SED) en présence de hauts responsables du parti. On a pu y apprendre que (…) la situation d'émigration croissante de fugitifs rend nécessaire le bouclage du secteur d'occupation soviétique et de Berlin-Ouest dans les jours prochains — sans plus de précisions — et non dans deux semaines comme il était prévu initialement ».
Dans la nuit du 12 au 13 août, 14 500 membres des forces est-allemandes (VOPO - " policiers populaires " et miliciens ouvriers armés ) bloquent les rues et les voies ferrées menant à Berlin-Ouest. Des troupes soviétiques se tiennent prêtes à intervenir. Tous les moyens de transport entre les deux parties de la ville sont interrompus. En septembre 1961, des métros et des S-Bahn (réseau ferré de banlieue) de Berlin-Ouest continueront à circuler sous Berlin-Est sans cependant s'y arrêter, les stations desservant le secteur oriental (qu'on appellera désormais les « stations fantômes ») ayant été fermées.
Erich Honecker, en tant que secrétaire du comité central du SED pour les questions de sécurité, assure la responsabilité politique de la planification et de la réalisation de la construction du Mur pour le parti, qu'il présente comme un « mur de protection antifasciste ». Les pays membres du pacte de Varsovie publient, le même jour, une déclaration pour soutenir le bouclage de la frontière entre les deux Berlin. Jusqu'en septembre 1961, la frontière reste « franchissable » et parmi les seules forces de surveillance, 85 hommes passent à l'Ouest — imités en cela par 400 civils, dont 216 réussissent. Les images du jeune militaire est-allemand Conrad Schumann enjambant le 15 août 1961 les barbelés, ainsi que de fugitifs descendant par une corde en draps de lit ou sautant par les fenêtres des immeubles situés à la frontière marquent les esprits.

Mur de Berlin en juillet 1980 (Est à gauche).

La construction du Mur autour des trois secteurs de l'Ouest consiste tout d'abord en un rideau de fils de fer barbelés. Les pavés des axes de circulation entre les deux moitiés de la ville sont retournés afin d’interrompre immédiatement le trafic. Dans les semaines suivantes, il est complété par un mur de béton et de briques, puis muni de divers dispositifs de sécurité. Ce mur sépare physiquement la cité et entoure complètement la partie ouest de Berlin qui devient une enclave au milieu des pays de l'Est.

### Les conséquences du mur de Berlin sur ses habitants
Lors de sa construction en 1961, le mur de Berlin a eu de nombreuses conséquences sur ses habitants, dont la séparation des familles, des amis et des amants. Puisque le mur est construit de façon inattendue, les Allemands ne peuvent se déplacer afin de retrouver leurs proches. Avant la construction du mur, les Berlinois et Berlinoises pouvaient traverser la frontière pour aller rejoindre leur famille, faire des achats ou même aller travailler. Plus de 12000 Berlinois de l’Ouest allaient travailler à l’Est et plus de 53 000 d'entre eux allaient travailler à l’Ouest.

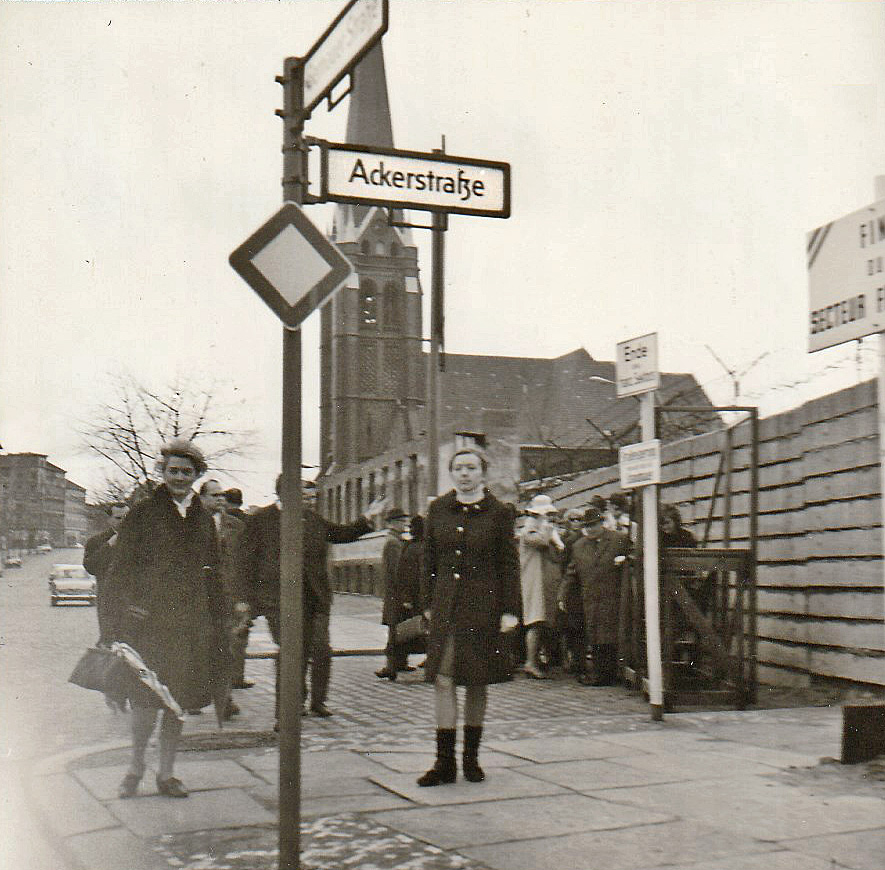
Mur de Berlin, mars 1967

Le mur de Berlin a également contribué à la consolidation du régime de la République Démocratique de l'Allemagne. Cela a eu pour effet de durcir la répression politique en Allemagne de l'Est. Les opposants au régime sont emprisonnés et les services spécialisés de répression tel que la STASI (Ministère de la Sécurité d'Etat) espionnent sa propre population et les potentiels dissidents.
Malgré la résilience de la population est-allemande qui voit son mode de vie transformé, les conséquences de la construction du mur se vivent au quotidien. Il faudra attendre la réunification de l'Allemagne conséquence directe de l'effondrement des régimes d'Europe de l'Est à partir de 1989 pour que la population soit libérée du mur de la honte et de la répression politique.

### Les réactions à l'Ouest

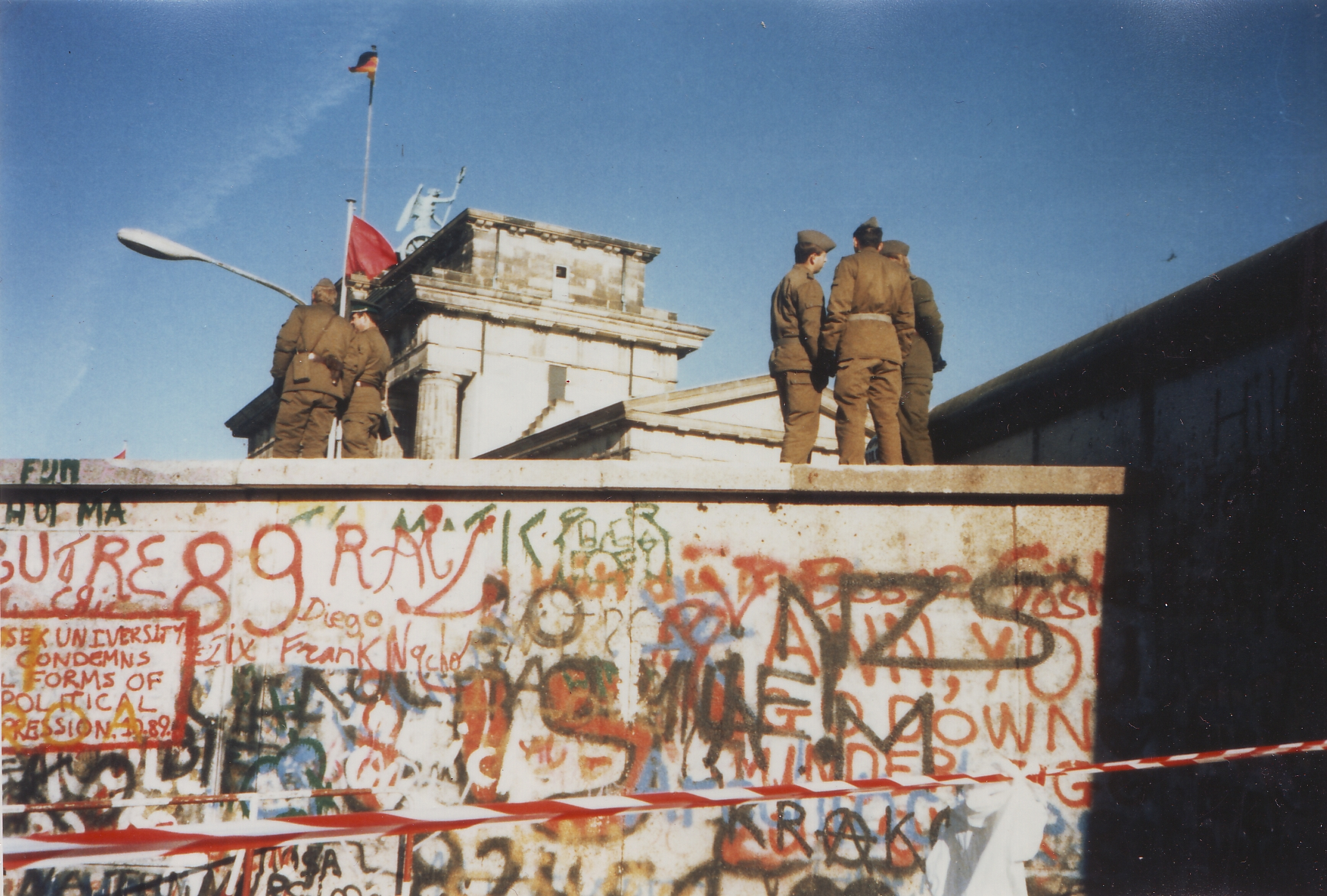
Détails du Mur, 1989.

Le chancelier fédéral Adenauer appelle le jour même la population de l'Ouest au calme et à la raison, évoquant sans plus de précisions les réactions qu'il s'apprête à prendre avec les Alliés. Il attend deux semaines après la construction du Mur avant de se rendre à Berlin-Ouest. Seul le maire de Berlin-Ouest Willy Brandt émet une protestation énergique, mais impuissante, contre l'emmurement de Berlin et sa coupure définitive en deux. Sa déclaration est sans ambiguïté : « Sous le regard de la communauté mondiale des peuples, Berlin accuse les séparateurs de la ville, qui oppressent Berlin-Est et menacent Berlin-Ouest, de crime contre le droit international et contre l’humanité […] ». Le 16 août 1961, une manifestation de 300 000 personnes entoure Willy Brandt pour protester devant la mairie de Schöneberg, siège du gouvernement de Berlin-Ouest.
Les Länder de la RFA fondent la même année à Salzgitter un centre de documentation judiciaire sur les violations des droits de l'homme perpétrées par la RDA, pour marquer symboliquement leur opposition à ce régime.
La réaction des Alliés tarde : il faut attendre vingt heures avant que les colonnes militaires ne se présentent à la frontière. Le 15 août 1961, les commandants des secteurs occidentaux de Berlin adressent à leur homologue soviétique une note de protestation contre l'édification du Mur. Des rumeurs incessantes circulent, selon lesquelles Moscou aurait assuré les Alliés de ne pas empiéter sur leurs droits à Berlin-Ouest. Le blocus de Berlin a effectivement montré aux yeux des Alliés que le statut de la ville était constamment menacé. La construction du Mur représente ainsi une confirmation matérielle du statu quo : l'Union soviétique abandonne son exigence d'un Berlin-Ouest « libre » déserté par les troupes alliées, tel qu'il avait encore été formulé en 1958 dans l'ultimatum de Khrouchtchev.

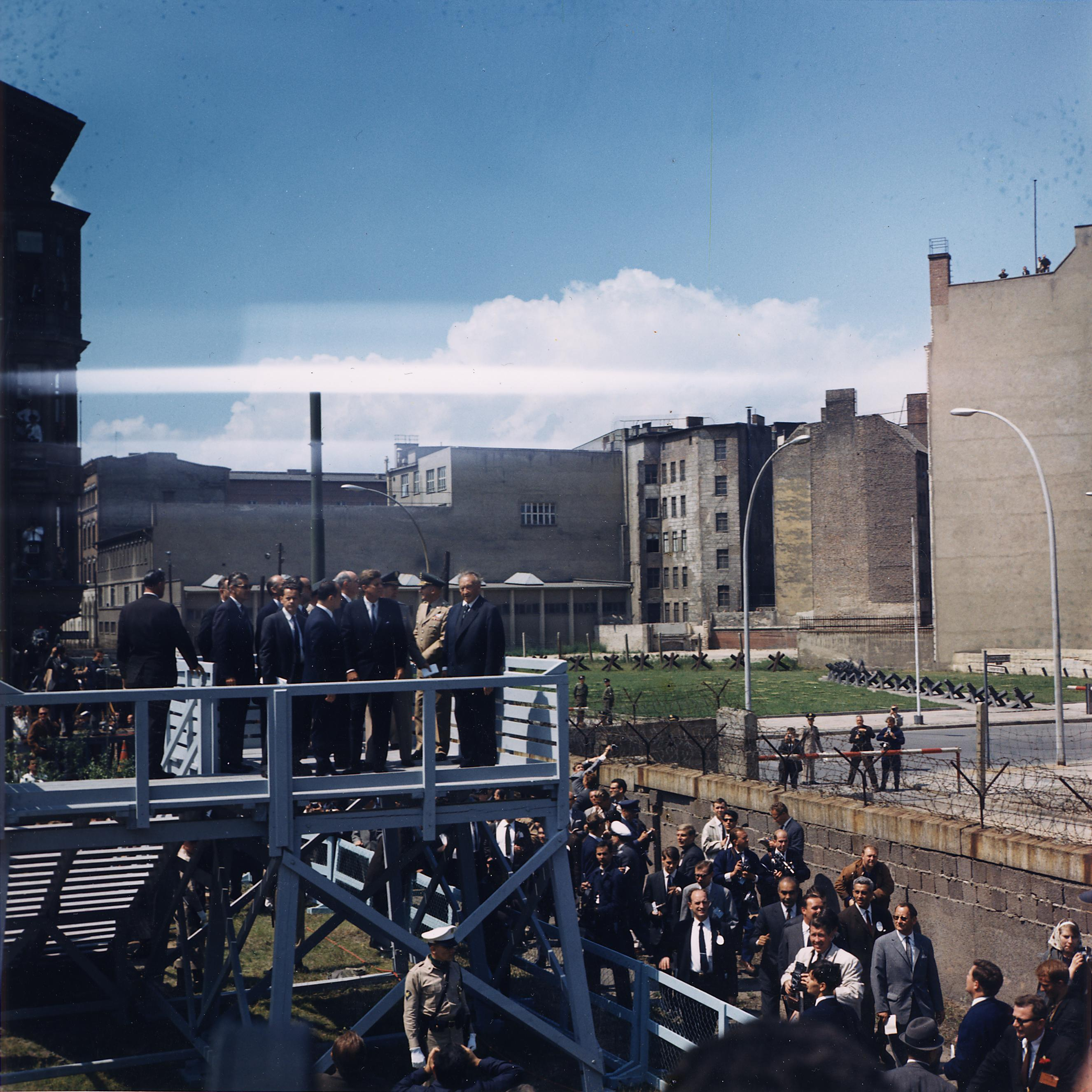
Kennedy et Adenauer le long du mur de Berlin, le 26 juin 1963.

Les réactions internationales sont ambiguës. Dès le 13 août, Dean Rusk, secrétaire d'État américain, condamne la restriction de la liberté de déplacement des Berlinois. Les Alliés considèrent que l'URSS est à l'initiative de la construction du Mur entre sa zone d'occupation et celle des Alliés comme l'indiquent les notes de protestation envoyées au gouvernement soviétique par les ambassadeurs américain et français. Cependant, Kennedy qualifie la construction du Mur de « solution peu élégante, mais mille fois préférable à la guerre », il déclara néanmoins que c'est « une défaite du système communiste ». Le premier ministre britannique MacMillan n'y voit « rien d'illégal ». En effet, la mesure touche d'abord les Allemands de l'Est et ne remet pas en question l'équilibre géopolitique de l'Allemagne. Après une lettre que Willy Brandt lui a fait parvenir le 16 août, Kennedy affiche un soutien symbolique, à la ville libre de Berlin-Ouest en y envoyant une unité supplémentaire de 1 500 soldats et fait reprendre du service au général Lucius D. Clay. Le 19 août 1961, Clay et le vice-président américain Lyndon B. Johnson se rendent à Berlin.
Dans l'ensemble, excepté Willy Brandt, les réactions sont modérées. Plusieurs historiens remarquent que l'Occident ne prendra pas le risque d'une guerre ouverte, et d'une potentielle rupture de l'équilibre de la terreur, pour Berlin,.

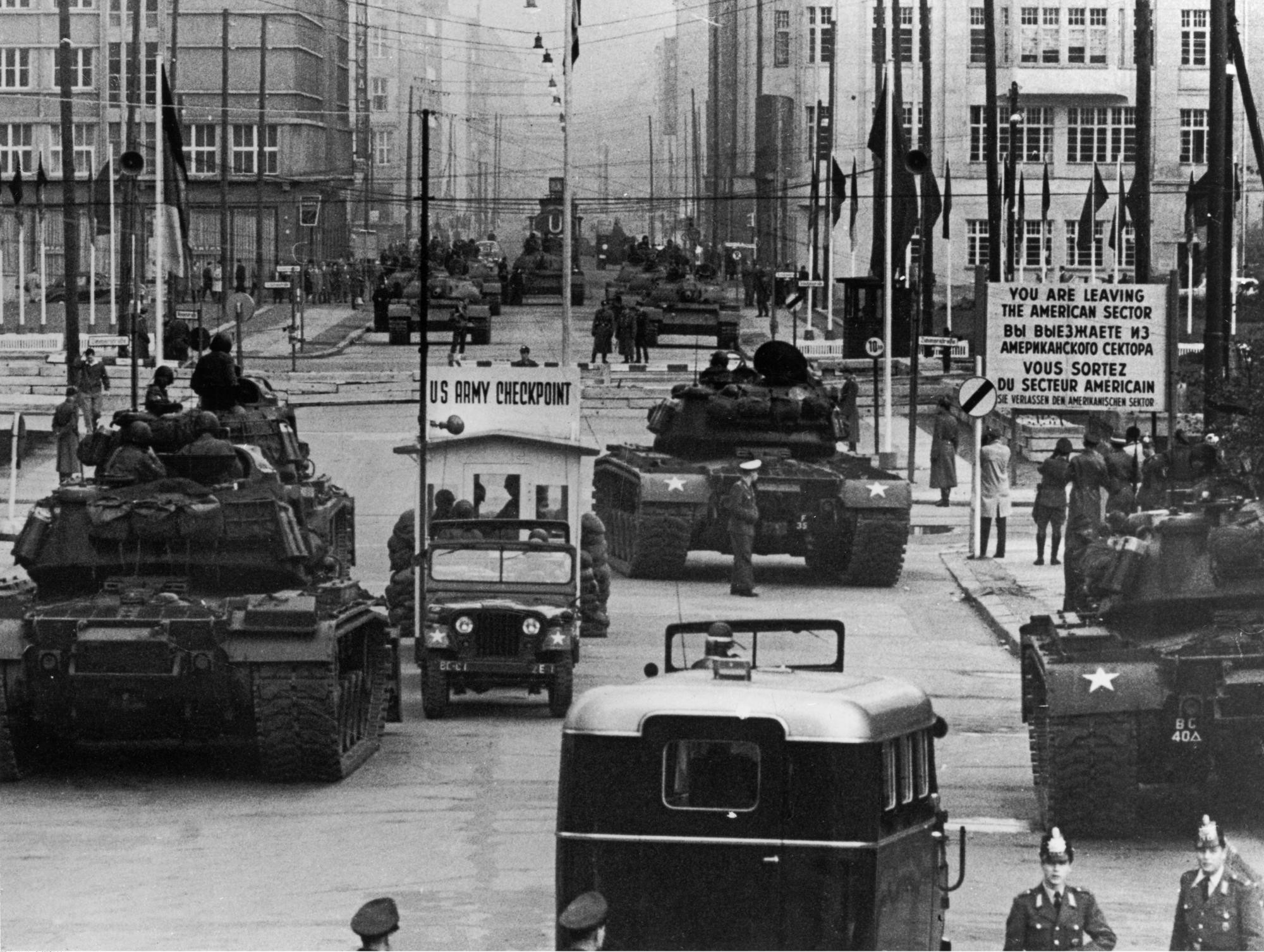
M48 Patton de la Berlin Brigade américaine en face à face avec des T-55 du Groupement des forces armées soviétiques en Allemagne le 27 octobre 1961, durant la crise de Berlin.

Le 27 octobre, on en vient à une confrontation visible et directe entre troupes américaines et soviétiques à Checkpoint Charlie. Des gardes-frontières de RDA exigent de contrôler des membres des forces alliées occidentales voulant se rendre en secteur soviétique. Cette exigence est contraire au droit de libre circulation dont bénéficient tous les membres des forces d’occupation. Pendant trois jours, dix chars américains et dix chars soviétiques se postent de chaque côté, à proximité immédiate de Checkpoint Charlie. Les blindés se retirent finalement, aucune des deux parties ne voulant déclencher une escalade qui aurait risqué de se terminer en guerre nucléaire. La libre circulation - pour les Occidentaux et pour les étrangers-  par le poste-frontière Checkpoint Charlie est rétablie. Paradoxalement, cette situation explosive, aussi bien à Berlin que dans le reste de l'Europe, va déboucher sur la plus longue période de paix qu'ait connue l'Europe occidentale.

### Un pays, deux États

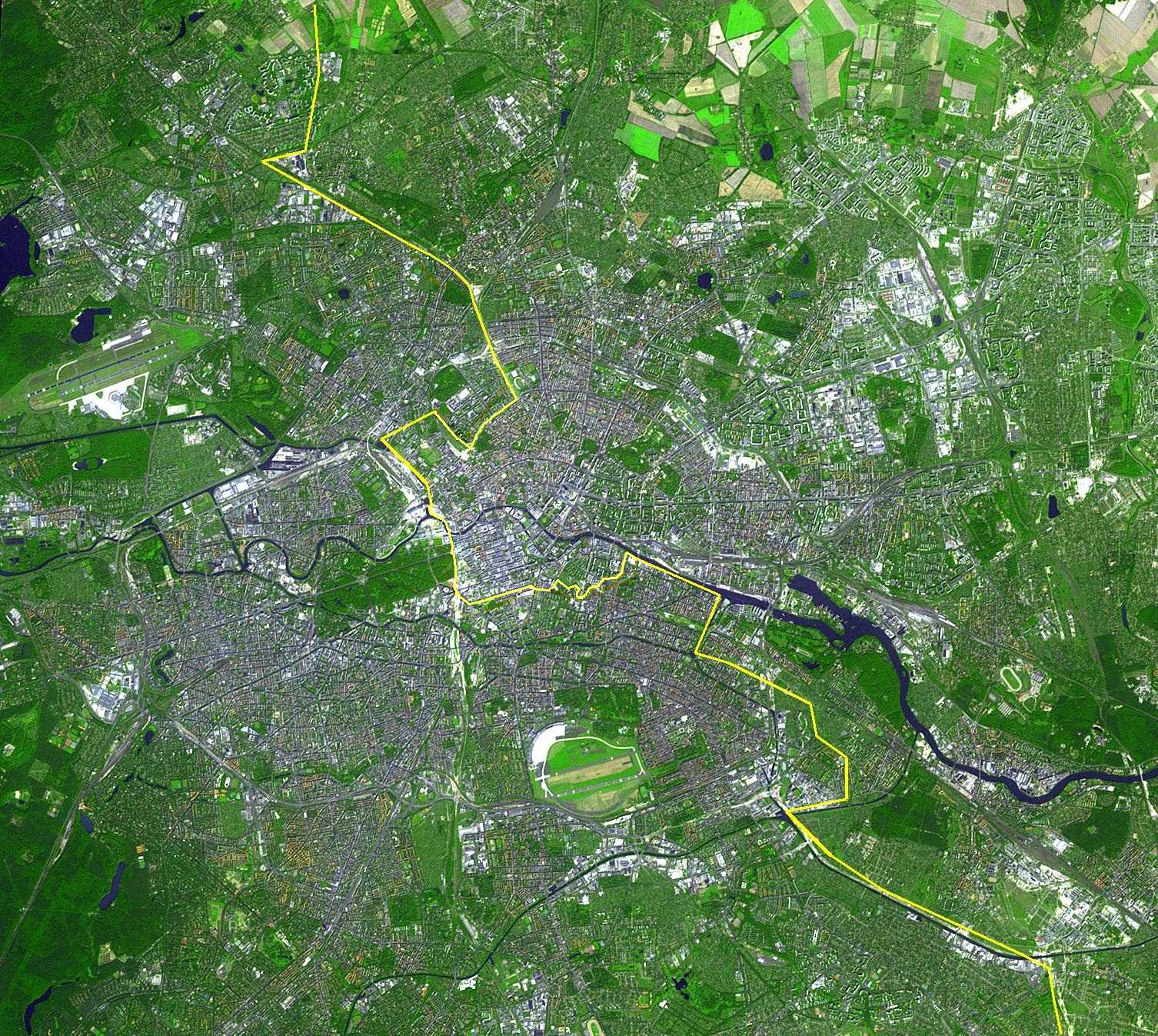
Tracé du Mur sur une image satellite (ligne jaune).

Les ressortissants de Berlin-Ouest ne pouvaient déjà plus entrer librement en RDA depuis le 1er juin 1952. L'encerclement est rendu plus efficace par la diminution des points de passage : 69 points de passage sur les 81 existants sont fermés dès le 13 août. La porte de Brandebourg est fermée le 14 août et quatre autres le 23 août. Fin 1961, il ne reste plus que sept points de passage entre l'Est et l'Ouest de Berlin. La Potsdamer Platz est coupée en deux. Le centre historique de la ville devient progressivement un grand vide sur la carte, composé du no man’s land entre les murs de séparation à l’Est et d’un terrain vague à l’Ouest. Les conséquences économiques et sociales sont immédiates : 63 000 Berlinois de l'Est perdent leur emploi à l'Ouest  et 10 000 de l'Ouest perdent leur emploi à Berlin-Est.
Le mur de Berlin est devenu dès sa construction le symbole de la guerre froide et de la séparation du monde en deux camps. Le 26 juin 1963, John Kennedy prononce à Berlin un discours historique. Il déclare « Ich bin ein Berliner » (« Je suis un Berlinois »), marquant la solidarité du monde libre pour les Berlinois. De plus, la construction du Mur donne une image très négative des pays communistes et prouve de manière symbolique leur échec économique face au bloc occidental. « Le bloc soviétique s’apparente désormais à une vaste prison dans laquelle les dirigeants sont obligés d’enfermer des citoyens qui n’ont qu’une idée : fuir ! Le Mur est un aveu d’échec et une humiliation pour toute l’Europe orientale ». Le Mur sape l'image du monde communiste.
Le 17 décembre 1963, après de longues négociations, le premier accord sur le règlement des visites de Berlinois de l'Ouest chez leurs parents de l'Est de la ville est signé. Il permet à 1,2 million de Berlinois de rendre visite à leurs parents dans la partie orientale de la ville  mais seulement du 19 décembre 1963 au 5 janvier 1964. D'autres arrangements suivent en 1964, 1965 et 1966. De façon officieuse, la RFA procède à partir de 1962 au rachat de prisonniers politiques est-allemands libérés contre des devises occidentales, pratique confidentielle qui concernera toutefois plus de 30 000 personnes jusqu'en 1989. Après l'accord quadripartite de 1971, le nombre des points de passage entre l'Est et l'Ouest est porté à dix. À partir du début des années 1970, la politique suivie par Willy Brandt et Erich Honecker de rapprochement entre la RDA et la RFA (Ostpolitik) rend la frontière entre les deux pays un peu plus perméable. La RDA simplifie les autorisations de voyage hors de la RDA, en particulier pour les « improductifs » comme les retraités, les malades et autorise les visites de courte durée d'Allemands de l'Ouest dans les régions frontalières. Comme prix d'une plus grande liberté de circulation, la RDA exige la reconnaissance de son statut d'État souverain ainsi que l'extradition de ses citoyens ayant fui vers la RFA. Ces exigences se heurtent à la loi fondamentale de la RFA qui les rejette donc catégoriquement. Pour beaucoup d’Allemands, l’édification du Mur est, de fait, un déchirement et une humiliation qui accentuent les ressentiments de la partition. Une conséquence inattendue de la construction du Mur est de faire renaître dans le cœur des Allemands l’idée de la réunification.
Les deux parties de la ville connaissent des évolutions différentes. Berlin-Est, capitale de la RDA, se dote de bâtiments prestigieux autour de l'Alexanderplatz et de la Marx-Engels-Platz. Le centre (Mitte) de Berlin qui se trouve du côté est perd son animation. En effet, l'entretien des bâtiments laisse à désirer, surtout les magnifiques bâtiments situés sur l'île des musées, en particulier l'important musée de Pergame. Poursuivant le développement d'une économie socialiste, le régime inaugure en 1967, dans la zone industrielle d'Oberschöneweide, le premier combinat industriel de la RDA, le Kombinat VEB Kabelwerke Oberspree (KWO) dans la câblerie. En 1970, débute la construction d'immeubles de onze à vingt-cinq étages dans la Leipziger Straße qui défigurent l'espace urbain. La propagande de la RDA désigne le Mur ainsi que toutes les défenses frontalières avec la RFA comme un « mur de protection antifasciste » protégeant la RDA contre l'« émigration, le noyautage, l'espionnage, le sabotage, la contrebande et l'agression en provenance de l'Ouest ». En réalité, les systèmes de défense de la RDA se dressent principalement contre ses propres citoyens.
Berlin-Ouest devient vite la vitrine de l’Occident. La reconstruction est bien plus rapide qu’à l’Est. La Potsdamer Platz reste un lieu de souvenir. Une plate-forme panoramique permet de regarder par-dessus le Mur. Elle attire les visiteurs au cours des années 1970 et 1980. La partition fragilise cependant l'économie du secteur ouest. En effet, les industriels doivent exporter leur production en dehors de la RDA. De plus, pour éviter l'espionnage industriel, les industries de pointe s'implantent rarement à Berlin-Ouest. La partie ouest se singularise à partir de 1967 par son mouvement étudiant, point de mire de l'opinion publique. En effet, la ville est traditionnellement une ville universitaire. La vie culturelle y est très développée.

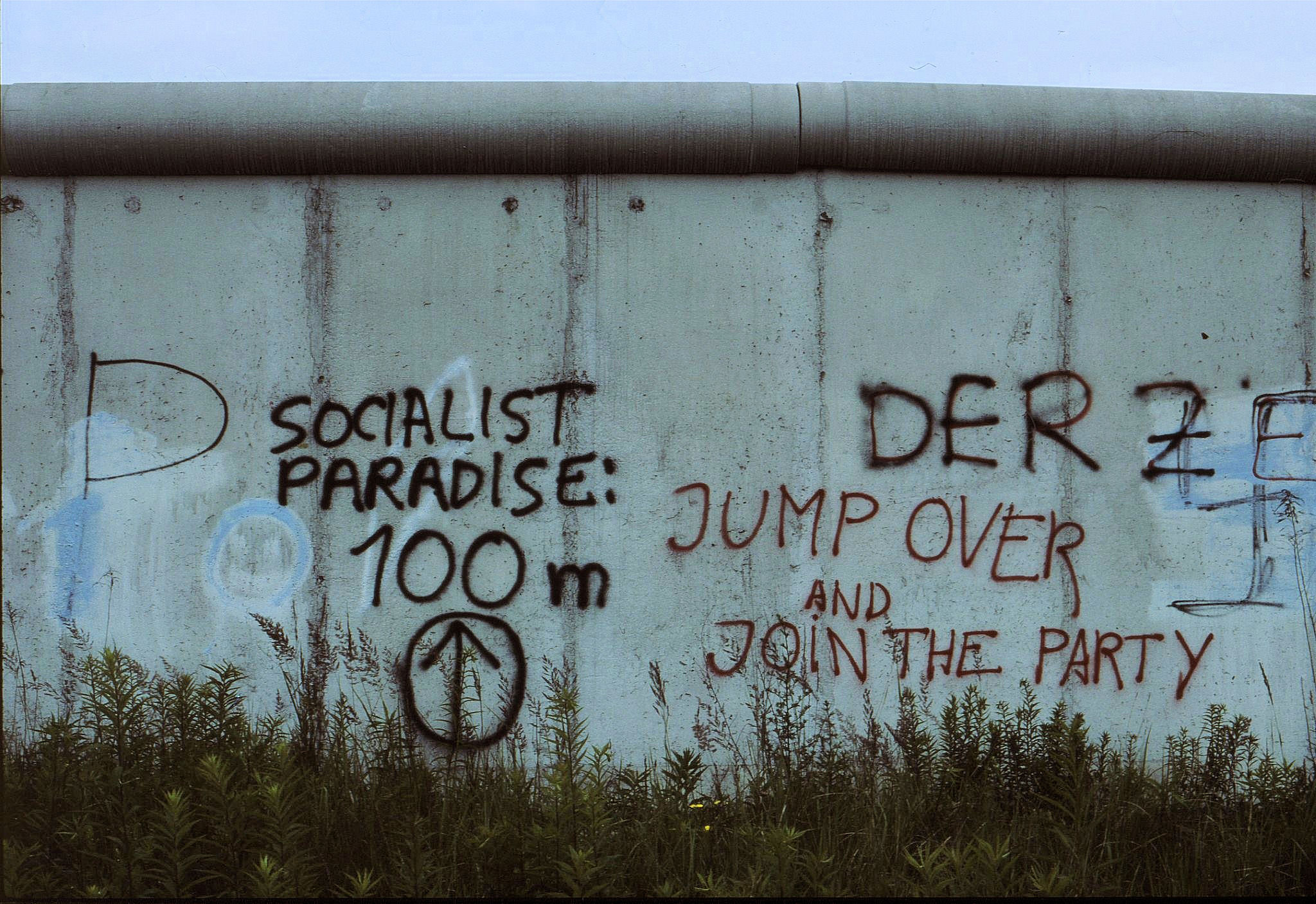
Tags sur le mur de Berlin en juillet 1980.

Le 12 juin 1987, à l'occasion des festivités commémorant les 750 ans de la ville, le président américain Ronald Reagan prononce devant la porte de Brandebourg un discours resté dans les mémoires sous le nom de Tear down this wall!. Il s'agit d'un défi lancé à Gorbatchev, lequel est apostrophé à plusieurs reprises dans le discours.

### La chute du Mur

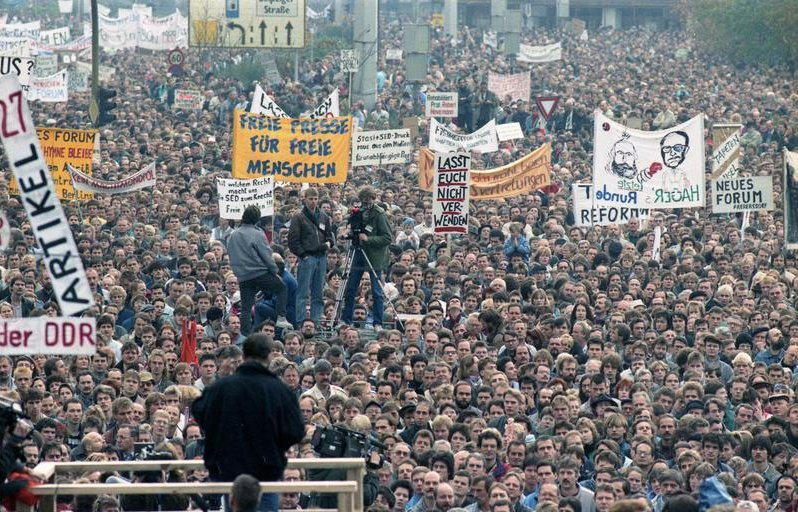
Manifestations le 4 novembre 1989 à Berlin-Est.

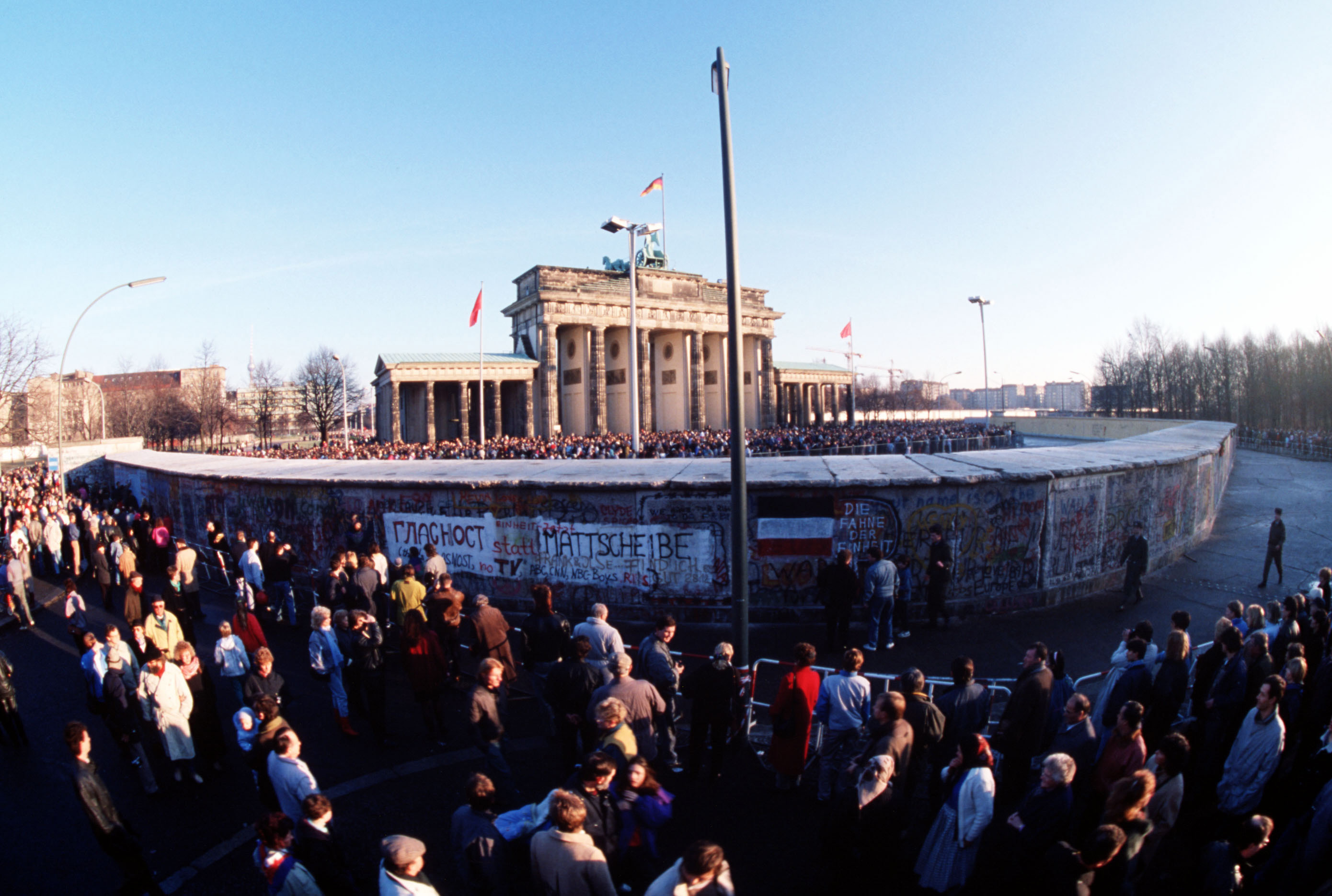
Le 1 décembre 1989 à la porte de Brandebourg, Berlin.

En 1989, la situation géopolitique change. Au printemps, la Hongrie ouvre son « rideau de fer ». En août, Tadeusz Mazowiecki, membre de Solidarność, devient premier ministre de Pologne. Certains observateurs pensent qu'une contagion de liberté va gagner aussi les Allemands. À la fin de l'été, les Allemands de l'Est se mettent à quitter le pays par centaines, puis par milliers, sous prétexte de vacances en Hongrie, où les frontières sont ouvertes. En trois semaines, 25 000 citoyens de la RDA rejoignent la RFA par la Hongrie et l'Autriche. Des tentes et des sanitaires sont installées dans le parc de l'ambassade de la RFA à Prague où se pressent des réfugiés est-allemands, mais fin septembre les conditions d'accueil des quelque 4 000 réfugiés sont précaires. Dans la nuit du 30 septembre, Hans-Dietrich Genscher vient à Prague leur dire qu'un accord a été conclu avec la RDA pour qu'ils puissent légalement émigrer en RFA. Le 1er octobre 1989, un premier train spécial part pour l'Allemagne de l'Ouest, via le territoire de l'Allemagne de l'Est. L'exode continue tout au long du mois d'octobre,.
En RDA, la contestation enfle. Les églises protestantes, comme celle de Saint Nikolai à Leipzig, accueillent les prières pour la paix. Elles sont le germe des manifestations du lundi à partir de septembre. 200 000 manifestants défilent dans les rues de Leipzig le 16 octobre 1989. Mikhaïl Gorbatchev, venu à Berlin-Est célébrer le quarantième anniversaire de la naissance de la RDA, indique à ses dirigeants que le recours à la répression armée est à exclure. Malgré une tentative de reprise en main par des rénovateurs du Parti communiste, les manifestations continuent. Sur l'Alexanderplatz à Berlin-Est, 250 000 à 500 000 personnes manifestent en appelant à la liberté d'expression, à une presse libre et à la liberté de réunion. La police est-allemande (Volkspolizei) n'intervient pas mais des unités de l'armée (Nationale Volksarmee) sont positionnées près de la porte de Brandebourg pour empêcher toute tentative de franchissement du Mur. D'importantes manifestations ont aussi lieu dans une quarantaine de villes de la RDA.
Le 9 novembre, une conférence de presse est tenue par Günter Schabowski, secrétaire du Comité central chargé des médias en RDA, membre du bureau politique du SED, retransmise en direct par la télévision du centre de presse de Berlin-Est, à une heure de grande écoute. À 18 h 57, vers la fin de la conférence, en réponse à la question d'un journaliste italien, Schabowski lit de manière plutôt détachée une décision du conseil des ministres sur une nouvelle réglementation des voyages, dont il s'avère plus tard qu'elle n'était pas encore définitivement approuvée, ou, selon d'autres sources, ne devait être communiquée à la presse qu'à partir de 4 h le lendemain matin, le temps d'informer les organismes concernés :
« 
Présents sur le podium à côté de Schabowski : les membres du comité central du SED : Helga Labs, Gerhard Beil et Manfred Banaschak. 
Schabowski lit un projet de décision du conseil des ministres qu'on a placé devant lui : « Les voyages privés vers l'étranger peuvent être autorisés sans présentation de justificatifs — motif du voyage ou lien de famille. Les autorisations seront délivrées sans retard. Une circulaire en ce sens va être bientôt diffusée. Les départements de la police populaire responsables des visas et de l'enregistrement du domicile sont mandatés pour accorder sans délai des autorisations permanentes de voyage, sans que les conditions actuellement en vigueur n'aient à être remplies. Les voyages y compris à durée permanente peuvent se faire à tout poste-frontière avec la RFA. »
Question d'un journaliste : « Quand ceci entre-t-il en vigueur ? »
Schabowski, feuilletant ses notes : « Autant que je sache — immédiatement. »
 »

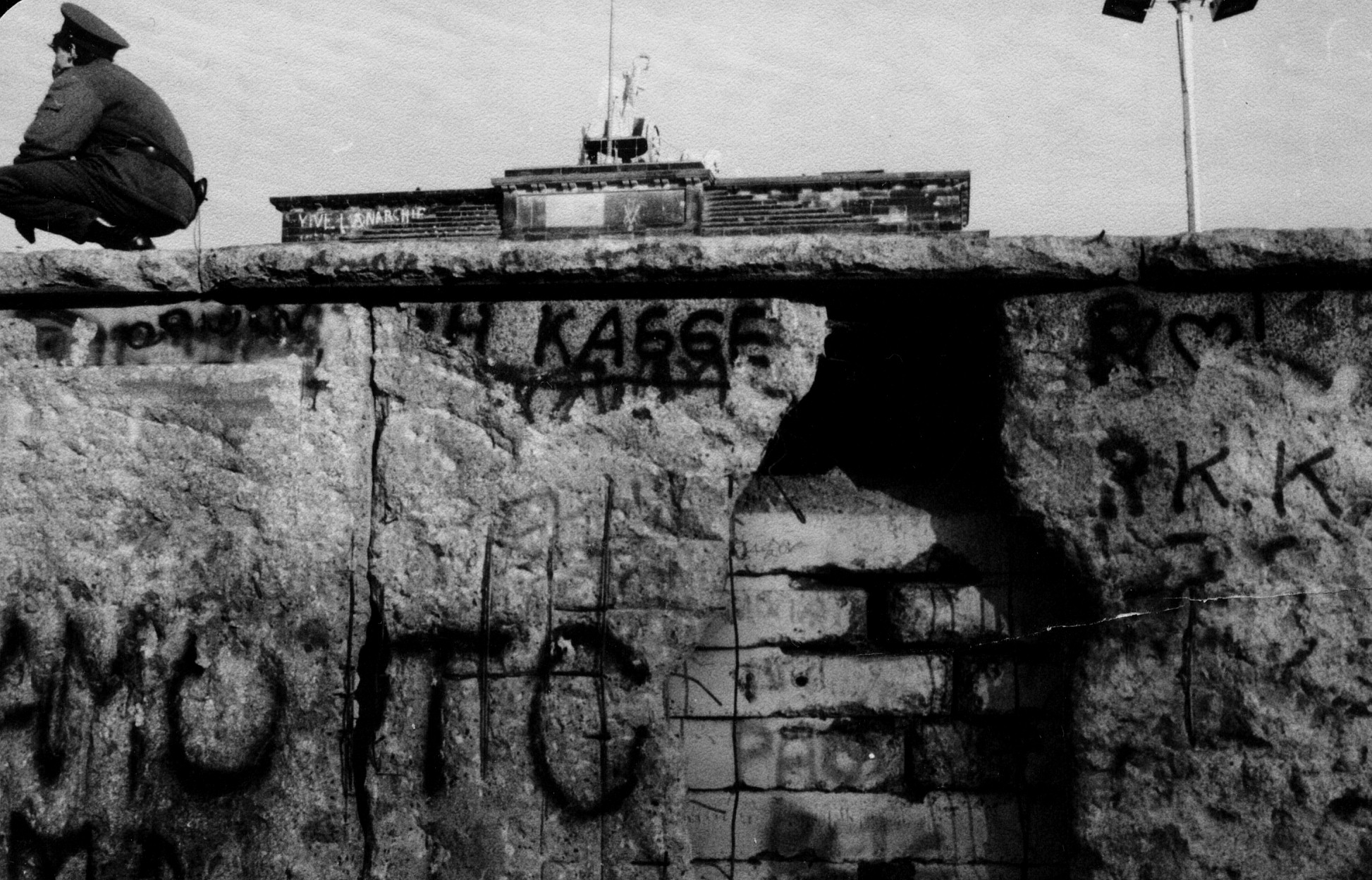
Mur en partie détruit près de la porte de Brandebourg, un soldat surveille ce qu'il en reste, novembre 1989.

Après les annonces des radios et télévisions de la RFA et de Berlin-Ouest, intitulées « Le Mur est ouvert ! », plusieurs milliers de Berlinois de l'Est se pressent aux points de passage et exigent de passer. À ce moment, ni les troupes frontalières, ni même les fonctionnaires du ministère chargé de la Sécurité d'État, responsables du contrôle des visas, n'avaient été informés. Sans ordre concret ni consigne, mais sous la pression de la foule, le point de passage de la Bornholmer Straße, sous la responsabilité du lieutenant-colonel Harald Jäger, est ouvert peu après 23 h, suivi par d'autres points de passage, tant à Berlin qu'à la frontière avec la RFA. Beaucoup assistent, en direct à la télévision, à cette nuit du 9 novembre et se mettent en chemin. C'est ainsi que le mur « tombe » dans la nuit du jeudi 9 au vendredi 10 novembre 1989, après plus de 28 ans d'existence. Cet événement a été appelé die Wende (« le tournant ») dans l'histoire de l'Allemagne. Dès l'annonce de la nouvelle de l'ouverture du Mur, le Bundestag interrompt sa séance à Bonn et les députés entonnent spontanément l'hymne national allemand.
Cependant la véritable ruée a lieu le lendemain matin, beaucoup s'étant couchés trop tôt cette nuit-là pour assister à l'ouverture de la frontière. Ce jour-là, d'immenses colonnes de ressortissants est-allemands et de voitures se dirigent vers Berlin-Ouest. Les citoyens de la RDA sont accueillis à bras ouverts par la population de Berlin-Ouest. Un concert de klaxons résonne dans Berlin et des inconnus tombent dans les bras les uns des autres. Dans l'euphorie de cette nuit, de nombreux Berlinois de l'Ouest escaladent le Mur et se massent près de la porte de Brandebourg, devenue accessible à tous, alors que l'on ne pouvait l'atteindre auparavant. Une impressionnante marée humaine sonne ainsi le glas de la Guerre froide.
Présent à Berlin, le violoncelliste virtuose Mstislav Rostropovitch, qui avait dû s'exiler à l'Ouest pour ses prises de position en URSS, vient encourager les démolisseurs (surnommés en allemand Mauerspechte, en français les « piverts du mur »), en jouant du violoncelle au pied du Mur le 11 novembre. Cet événement, largement médiatisé, deviendra célèbre et sera l'un des symboles de la chute du bloc de l'Est.
Le 9 novembre est un temps évoqué pour devenir la nouvelle fête nationale de l'Allemagne, d'autant qu'il célèbre également la proclamation de la République de Weimar en 1918, dans le cadre de la révolution allemande. Toutefois, c'est aussi la date anniversaire du putsch de la Brasserie mené par Hitler à Munich en 1923, ainsi que celle de la nuit de Cristal, le pogrom antijuif commis par les nazis en 1938. Le 3 octobre, jour de la réunification des deux Allemagne, lui est donc finalement préféré.

### Réactions à la chute du mur de Berlin

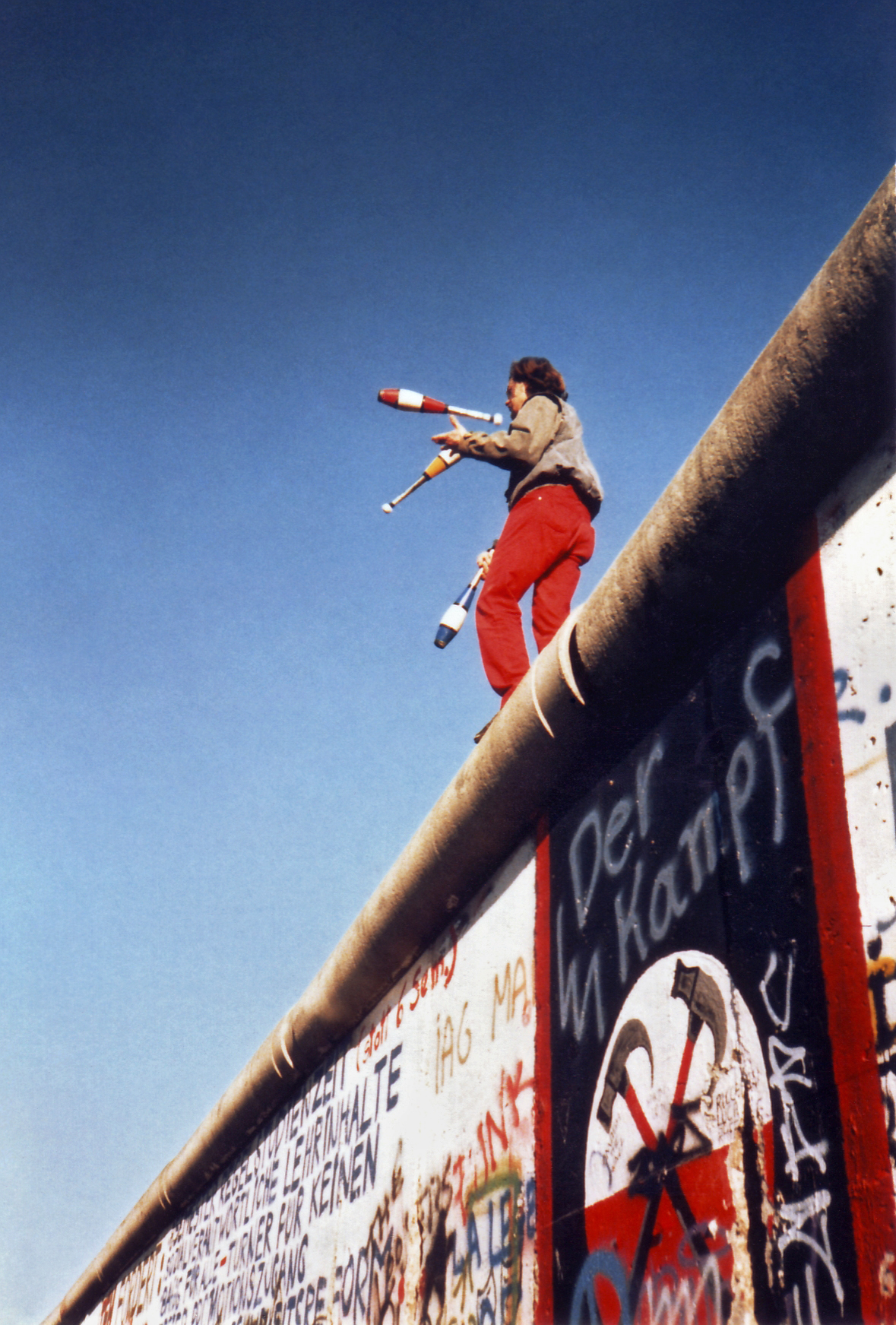
Jongleur sur le mur de Berlin, 16 novembre 1989.

Le partage de l'Europe en deux blocs était devenu un fait établi. Aussi, l'ouverture du Mur et la chute des régimes communistes d'Europe centrale qui s'ensuivit ont stupéfié le monde occidental. Peu de spécialistes avaient compris les mouvements de fond qui laminaient les régimes communistes. Seuls certains observateurs pensaient qu'une contagion de la liberté, après les changements en Pologne et en Hongrie, allait gagner aussi les Allemands.
Le délitement du régime est-allemand est tel que très vite, pour le chancelier Helmut Kohl, la seule solution qui s'impose, est la réunification, c'est-à-dire l'absorption de la RDA par la RFA. Dès le 28 novembre, il présente un plan en dix points pour réunifier les deux Allemagne. Soucieux de stopper le flot migratoire de la RDA vers la RFA, de ne pas laisser le temps aux vainqueurs de 1945 de demander des conditions trop strictes, il veut mener l'affaire le plus vite possible. La paix qui n'avait jamais été signée depuis la fin de la Seconde Guerre mondiale l’est le 12 septembre 1990 à Moscou. Le traité de Moscou rend à l'Allemagne sa pleine souveraineté. La chute du mur de Berlin a donc abouti, presque un an plus tard, à la réunification des deux Allemagne (RFA et RDA) le 3 octobre 1990. Le 3 octobre est aujourd'hui la fête nationale allemande (Tag der Deutschen Einheit, « jour de l'unité allemande »).

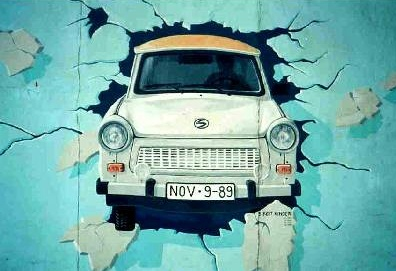
Graffiti d'une Trabant passant le mur de Berlin.

Les télévisions du monde entier relaient l'événement extraordinaire qu'est l'ouverture du Mur. Elles le décrivent comme un symbole de paix, de retour à la liberté et de communion du peuple allemand. Les diplomates des différents pays, eux, évaluent les conséquences de la chute du Mur. Les diplomates et responsables politiques français pensent que l'URSS ne laissera pas la RDA s'unir à la RFA. Ainsi, François Mitterrand, effectuant une visite officielle en RDA, du 20 au 22 décembre 1989, déclara même au cours d'un dîner officiel : « République démocratique d'Allemagne et France, nous avons encore beaucoup à faire ensemble ». Les dirigeants ouest-allemands sont surpris et déçus de l'attitude de la France. La réaction américaine est totalement différente. L'ambassadeur américain à Bonn, Vernon Walters, comprend immédiatement que la chute du Mur ne peut avoir pour conséquence que la réunification. Il parvient à convaincre George Bush que l'intérêt des États-Unis est d'accompagner le mouvement pour obtenir des conditions qui leur conviennent plutôt que de s'opposer à la réunification allemande. Helmut Kohl a mené une politique de rapprochement avec l'URSS de Gorbatchev depuis 1988. Le premier secrétaire du parti communiste soviétique prône un rapprochement entre les deux Allemagne, mais il ne songe pas à une réunification. Aussi l'ouverture du mur de Berlin provoque-t-elle son mécontentement. Moyennant quelques concessions à l’URSS et un crédit de cinq milliards de marks, Helmut Kohl arrive à ses fins.
La seconde conséquence de l'ouverture du Mur est la désagrégation de l’empire soviétique. À Prague, la révolution de Velours (17-18 novembre 1989) met fin au communisme. Au même moment, en Bulgarie, le président Todor Jivkov doit accepter son remplacement par un communiste plus ouvert, Petar Mladenov. En Roumanie, Nicolae Ceaușescu est éliminé violemment lors de la révolution de 1989. En Union soviétique, les États baltes proclament leur indépendance à compter de mars 1990 provoquant ainsi les premières brèches qui allaient remettre en cause l'unité et l'existence même du plus vaste État du monde qu'était alors l'URSS, qui disparaît à son tour dix-huit mois plus tard, le 26 décembre 1991. La destruction du Mur signifie la fin d'une Europe coupée en deux.

### Conséquences à plus long terme
À la suite de la chute du mur de Berlin, plusieurs pays anciennement communistes d'Europe de l'Est ont adhéré à l'Union européenne (Pologne, République tchèque, Slovaquie, Hongrie, Lituanie, Lettonie, Slovénie et Estonie en 2004, Roumanie et Bulgarie en 2007, Croatie en 2013), certains même ont adhéré à l'Organisation du traité de l'Atlantique nord (OTAN).

## Description des installations le long de la frontière

### Construction des installations frontalières

Structure du mur de Berlin.

Le mur, long de 155 kilomètres (dont 43,1 km sur sa longueur du Nord au Sud de la ville), venait en complément des 1 393 kilomètres de la longue frontière RFA-RDA et, dans une moindre mesure, des frontières ouest des pays du Pacte de Varsovie, le tout donnant un visage palpable au rideau de fer.
Le tracé du mur ne correspondait d'ailleurs pas toujours à celui de la frontière politique entre les deux secteurs et, en de nombreux endroits, les autorités est-allemandes durent abandonner du terrain afin d'effectuer un « repli stratégique » vers des zones plus faciles à surveiller. Il coupait 193 rues principales et adjacentes.
Comme le reste de la frontière des deux Allemagnes, le mur de Berlin était pourvu d'un système très complet de fils de fer barbelés, de fossés, de défenses anti-char, de chemins de ronde et de miradors. Au début des années 1980, la frontière ne mobilisait pas moins de mille chiens de garde. Le système se perfectionnait d'année en année. En particulier, les maisons du secteur Est proches du Mur (la limite entre les deux Berlin passait parfois au pied des façades des immeubles situés en secteur oriental) étaient progressivement vidées de leurs habitants puis murées. Ce processus dura jusqu'au 28 janvier 1985, avec la démolition de l'église de la Réconciliation, dans la Bernauer Straße. Une trouée claire comme le jour divise alors un Berlin autrefois dense et sombre.

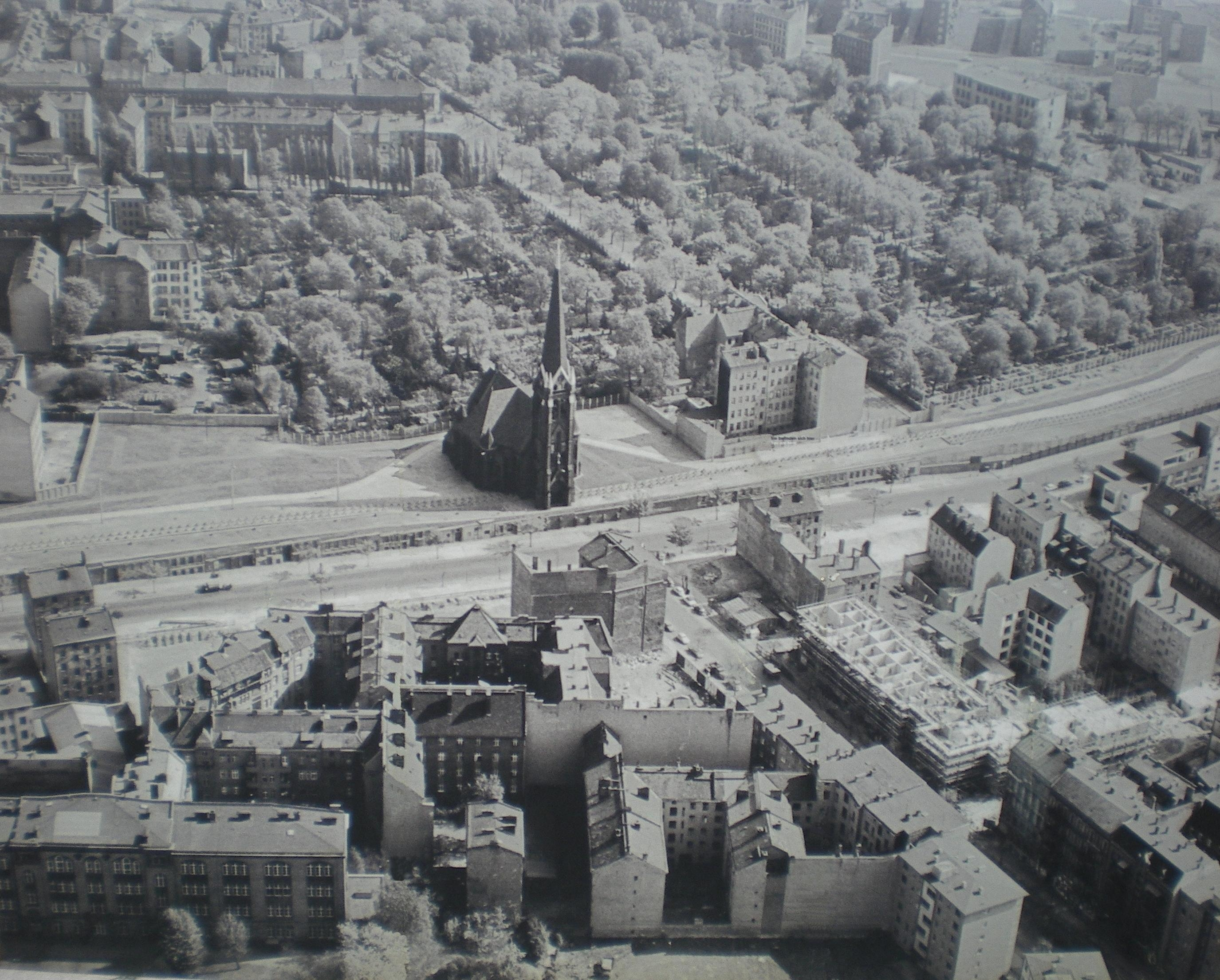
La Versöhnungskirche en 1980.

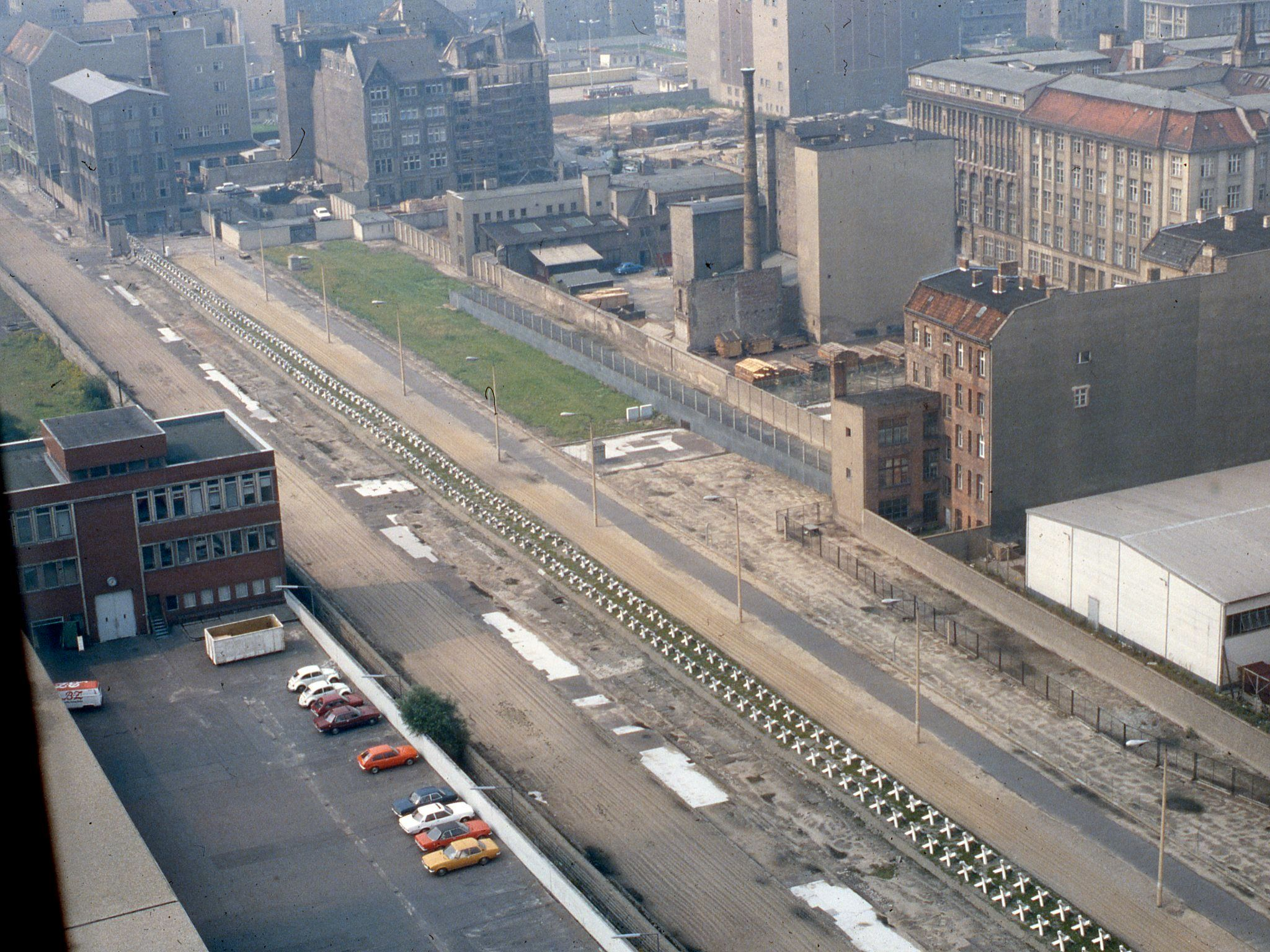
Le mur de Berlin et la zone interdite (« couloir de la mort ») côté est, vus depuis le bâtiment de l'entreprise Axel Springer en 1984.

Dans leur état final, qui ne vit le jour à bien des endroits qu'à la fin des années 1980 (la Versöhnungskirche, par exemple, fut détruite en 1985, car elle était dans la zone interdite), les installations frontalières consistaient en :
- un mur de béton d'arrière-plan haut de deux ou trois mètres ;
- une alarme à détection de contact au sol ;
- une barrière de contact en tôle métallique, plus haute qu'un homme, tendue de fil de fer barbelé et de fils de détection par contact ;
- jusqu'à l'ouverture de la frontière en 1989, il y avait en outre, sur certaines parties, des pistes pour chiens (redoutables bergers du Caucase[49], libres de courir attachés à un filin), des fossés de défense contre les véhicules, et des défenses anti-char (chevaux de frise) en rails soudés en croix, qui coûtèrent à l'Allemagne des milliards de marks pour leur démolition[réf. nécessaire] ;
- un chemin de ronde (éclairé de nuit) pour l'accès aux postes de garde et la circulation des patrouilles ;
- des miradors (en tout 302 en 1989), équipés de projecteurs de recherche, en vue des postes-frontières le jour, et avec un renfort de soldats la nuit ;
- des pistes de contrôle (KS) ou « pistes de la mort », toujours hersées, pour détecter les traces et qui ne devaient pas être piétinées sans motif par les soldats ;
- des barrières de tôle supplémentaires dépassant (en partie) la hauteur d'un homme et à travers lesquelles on ne pouvait voir qu'en oblique ;
- le mur ou la paroi frontière proprement dite, vers Berlin-Ouest, en parpaings (en partie en béton roulé, censé ne pas donner de prise pour l'escalade), de 3,60 mètres de haut ;
- par devant le mur, encore quelques mètres (ou au moins un mètre) du territoire, toujours sous l'autorité de la RDA.

La largeur totale de ces installations dépendait de la densité des maisons près de la frontière et allait d'environ trente jusqu'à cinq cents mètres sur la Potsdamer Platz. Il ne fut pas installé de champs de mines ni d'installations de tir automatique au voisinage du Mur, contrairement à la frontière allemande intérieure (mais ces informations ne furent pas connues en général en RDA).
Le détail de ces installations – désignées en interne par les troupes frontalières comme « zone d'action » – était placé sous secret militaire et donc mal connu des citoyens de la RDA. Les soldats des troupes chargées de la surveillance du mur et de la frontière devaient garder le silence, sur toutes leurs activités et les installations qu'ils surveillaient. Comme nul ne savait exactement quel espion de la Stasi pouvait faire un rapport sur un bavardage inconséquent, tous s'astreignaient fermement au silence. Quiconque s'intéressait de trop près aux installations frontalières risquait pour le moins d'être arrêté et mené au poste de police, pour contrôle d'identité. Cela pouvait déboucher sur une condamnation à la prison pour planification de tentative d'évasion. La zone à proximité immédiate de la frontière avec Berlin-Ouest était interdite sauf sur autorisation spéciale.
Au sein du no man's land se trouvaient des milliers de lapins qui avaient élu domicile là. Lors de la chute du Mur, ils se sont éparpillés dans toute la ville. Le documentaire Le Lapin à la berlinoise relate le phénomène.

### Les frontières aquatiques

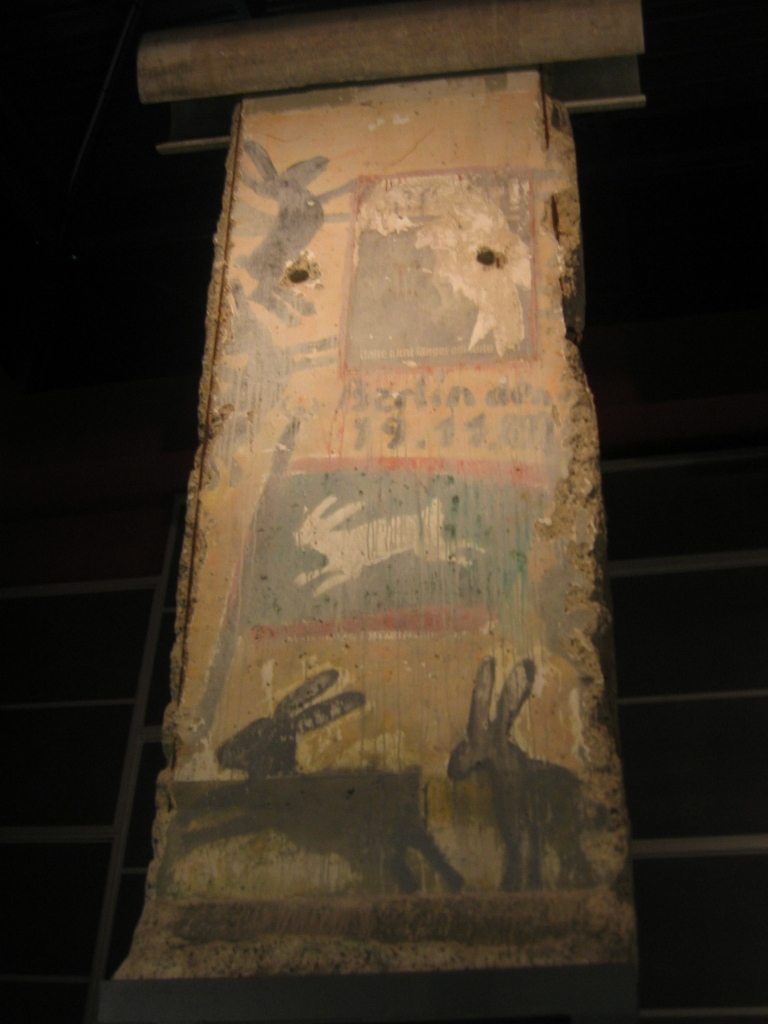
Pan du mur de Berlin, conservé au Mémorial de Caen.

La frontière extérieure de la ville de Berlin-Ouest croisait à de nombreux endroits des voies navigables. Le tracé de la frontière avait été matérialisé par le Sénat de Berlin-Ouest (gouvernement berlinois) par des lignes de bouées blanches portant l'inscription Sektorengrenze (« limite de secteur »). Les bateaux de tourisme ou de sport naviguant dans Berlin-Ouest devaient respecter les limites du secteur ainsi marquées par les bouées. Du côté de la RDA, des bateaux des troupes frontalières patrouillaient à l'occasion.
Les bâtiments frontaliers de la RDA se trouvaient toujours sur leurs rives, ce qui imposait des détours parfois importants et « emmurait » les rivages de plusieurs lacs de la Havel. Cette aberration était telle qu'en certains endroits du cours de la Spree, seules les rives étaient inaccessibles : ce fut le cas des 150 mètres situés en aval du Marschallbrücke, non loin du palais du Reichstag. Le plus grand détour était situé sur le lac Jungfern, où le Mur se trouvait jusqu'à deux kilomètres du tracé réel de la frontière. En plusieurs endroits, la zone frontalière passait à travers d'anciennes pièces d'eau et les rendait inutilisables pour les habitants, comme sur la rive ouest du lac de Groß-Glienicke (en) et sur la rive sud du lac Griebnitz.
Sur les cours d'eau de la frontière intérieure, celle-ci passait partout le long de la rive ouest ou est, de sorte qu'aucun marquage de son tracé ne se trouvait dans l'eau. Le véritable mur y était toujours sur la rive est. Cependant, les cours d'eau appartenant à Berlin-Est étaient toujours surveillés.
Sur les canaux et rivières affluents, la situation devenait parfois inextricable. Bien des nageurs et des bateaux de Berlin-Ouest se sont trouvés, par mégarde ou légèreté, en territoire est-berlinois et ont essuyé des tirs qui ont fait plusieurs morts.
En quelques endroits sur la Spree, il y avait des barrières immergées contre les nageurs. Pour les fugitifs, il n'était pas évident de savoir quand ils atteignaient Berlin-Ouest et ils couraient encore le risque d'être abattus après avoir dépassé les limites du Mur.

### Formation et équipement des gardes-frontières

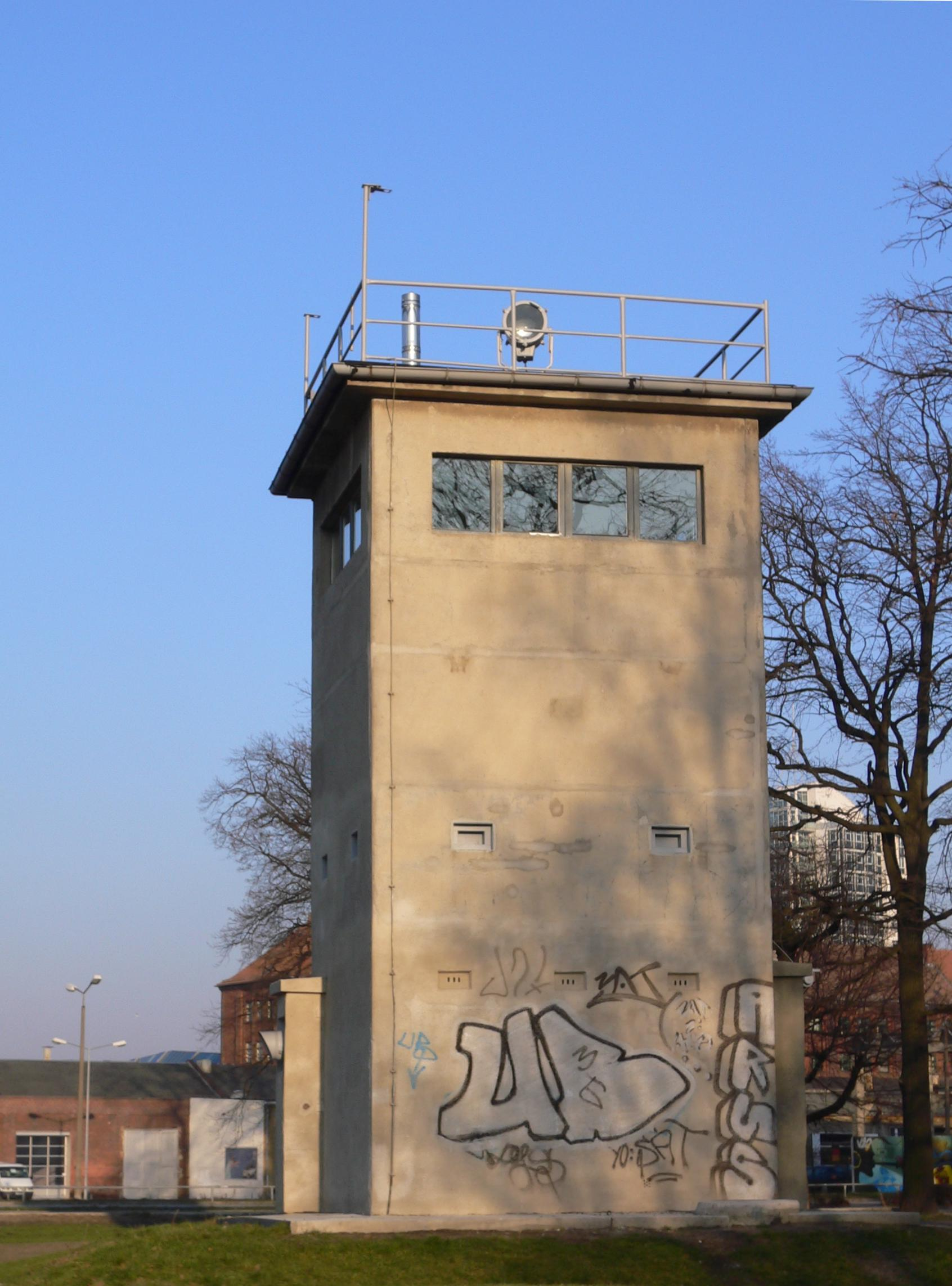
Ancien mirador sur la frontière Schlesischer Busch, 2005.

Les soldats à la frontière est-allemande avaient l'« ordre de tirer », c'est-à-dire l'obligation d'empêcher les tentatives d'évasion par tous les moyens, et ainsi de faire mourir s'il le fallait les fugitifs. Ramenés à la longueur de la frontière, on peut même dire qu'il y eut beaucoup plus de morts à Berlin qu'en moyenne sur le reste du mur. Lors des grands jours fériés ou de visites d'État, l'ordre de tirer était parfois suspendu, pour éviter les répercussions négatives dans la presse de l'Ouest. Des découvertes récentes ont mis en lumière la responsabilité de l'État est-allemand dans les exécutions de fugitifs. En octobre 1973, un ordre est adressé aux agents de la Stasi infiltrés dans les unités de gardes-frontières. Ceux-ci doivent empêcher que des soldats ne passent à l'Ouest. L'ordre est très clair : « N'hésitez pas à faire usage de votre arme, même si la violation de la frontière concerne des femmes et des enfants, ce qui est une stratégie souvent utilisée par les traîtres »,.
Selon les indications du ministère de la Sécurité d'État, au printemps 1989, les troupes de gardes-frontières de Berlin comprenaient 11 500 soldats et 500 civils.
Outre les unités affectées au commandement du GK-centre - environ 1 000 agents au siège de Berlin-Karlshorst - la sécurité frontalière était assurée par sept régiments de gardes-frontières (GR), à Treptow, Pankow, Rummelsburg, Hennigsdorf, Groß-Glienicke, Potsdam-Babelsberg et Kleinmachnow et par deux régiments frontaliers à Wilhelmshagen et à Oranienbourg.
Chaque régiment comprenait cinq compagnies avec le support de section du Génie, des transmissions, du train, une batterie de mortiers et une d'artillerie, un groupe de reconnaissance et un de lance-flammes ainsi que un groupe de maîtres-chiens avec leurs chiens de garde et, en cas de besoin, une compagnie de bateaux et des compagnies de sécurité pour les points de passage.
Au total, au commandement « centre », il y avait 567 véhicules blindés de tir, 48 mortiers, 48 canons antichars, 114 lance-flammes. En outre, il y avait 156 chars ou appareils lourds du génie et 2 295 véhicules à moteur (motos, voitures et camions). Dans la dotation figuraient également 992 chiens.
Dans un jour normal, environ 2 300 agents étaient engagés dans la zone d'action et l'espace voisin.
La sécurité renforcée découlait de circonstances particulières comme des sommets politiques ou une météo difficile (brouillard, neige). Dans certains cas, l'effectif engagé était encore augmenté de 200 à 300 agents supplémentaires.

### Points de passage

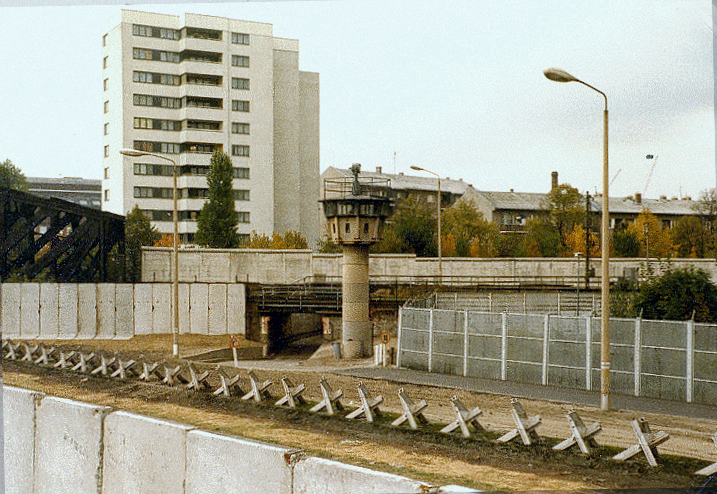
Point de passage sur /, en 1980.

Il y avait vingt-cinq postes de passage à travers le Mur : treize par la route, quatre par voie ferrée et huit par voie d'eau, ce qui représentait 60 % du total des passages entre la RDA et la RFA ou Berlin-Ouest. Les points de passage étaient fortement équipés du côté RDA. Ceux qui désiraient passer devaient s'attendre à des contrôles très stricts, multiples et successifs de la part des douaniers et des services d'émigration et d'immigration ; cependant les formalités se déroulaient de façon ostensiblement correcte. Les véhicules étaient fouillés de manière particulièrement minutieuse (ouverture du coffre, du capot moteur, examen des sièges, passage au-dessus de miroir pour examen du châssis). Les formalités ne permettaient qu'un trafic très réduit.
Le transit par moyens de transports terrestres entre l'Allemagne de l'Ouest et Berlin-Ouest à travers le territoire de la RDA était également soumis à des restrictions draconiennes :
- Le transit ferroviaire imposait aux trains venant de l’Ouest et circulant sur trois axes prédéfinis de ne pas s’arrêter en territoire est-allemand, avec l'obligation de fermer tous les rideaux des fenêtres dans les wagons.
- Le transit routier se faisait par trois « autoroutes de transit », sur lesquelles les conducteurs occidentaux ne pouvaient s’arrêter que sur des aires de repos ou des stations-service Intertank réparties sur ces axes et qui leur étaient spécialement réservées (l’auto-stop étant également formellement interdit). Celles-ci étaient équipées de magasins d’États Intershop qui offraient des produits occidentaux payables en Deutsche Marks (ces endroits étaient donc théoriquement interdits aux Allemands de l’Est).
- Les rapports entre citoyens de la RDA et les voyageurs occidentaux en transit furent prohibés. Il était donc fortement déconseillé de laisser traîner dans les lieux publics toutes sortes de publications (livres, brochures, revues, magazines, cassettes audio ou vidéo, etc.), ainsi que d’offrir le moindre cadeau à un citoyen est-allemand ou de recevoir quoi que ce soit de leur part.
- De plus, il était formellement interdit aux voyageurs en transit de photographier les ponts, les gares, les voies ferrées, les zones industrielles et infrastructures militaires ou paramilitaires situés sur le territoire de la RDA.

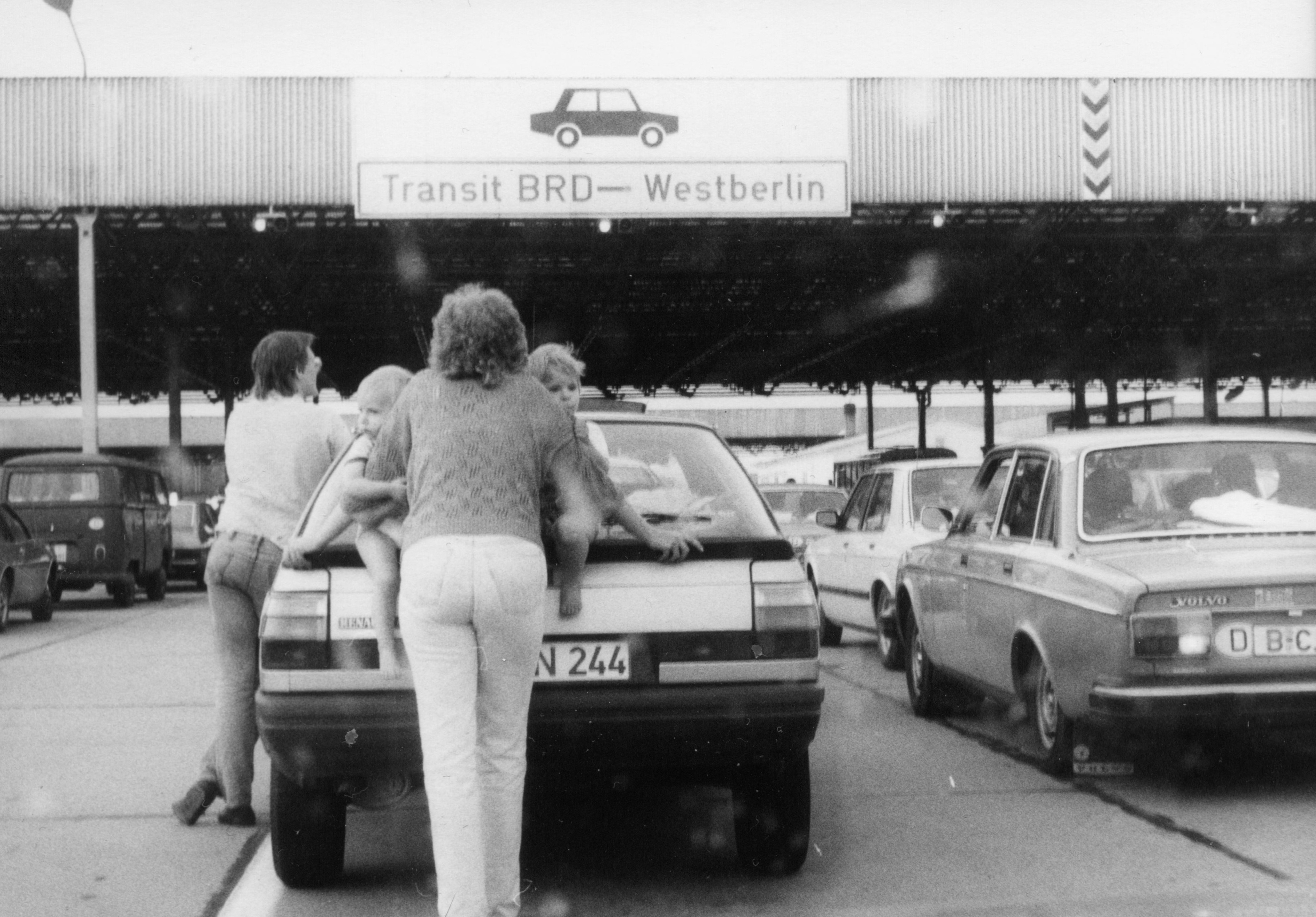
Poste frontalier de Steglitz, au sud-ouest de Berlin, non loin de Potsdam.

Malgré toutes ces précautions, il s'avéra par la suite qu'il existait cependant des passages secrets sous le Mur, utilisés à l'occasion, souterrains creusés aussi bien par les services secrets de RDA que par des passeurs.
Du côté ouest, on franchissait des postes de police et de douane, mais la plupart des personnes n'était en général pas contrôlée. Ce n'est que pour les passages en transit que les voyageurs étaient contrôlés de façon statistique (demande de la destination) et, à l'occasion, contrôlés plus étroitement, notamment s'il y avait quelque soupçon d'un motif de poursuites (recherche restreinte).
Le trafic de marchandises vers l'étranger était soumis au contrôle douanier, tandis que vers la RFA, on ne faisait que des enquêtes statistiques. Les policiers ouest-allemands du " Bundesgrenzschutz " et des patrouilles alliées faisaient des rapports sur les activités suspectes, afin d'éviter au mieux une infiltration d'espions est-allemands.
Pour les étrangers et les diplomates, les forces alliées avaient installé des points de contrôle au Checkpoint Bravo (Dreilinden) et au Checkpoint Charlie (Friedrichstrasse), mais ceci n'avait aucune influence sur le trafic des voyageurs et des visiteurs.
Le 1er juillet 1990, date de la première phase de la réunification allemande (union monétaire), tous les postes-frontières furent abandonnés. Par la suite, lors du démantèlement du mur, seules quelques installations restèrent érigées en guise de mémorial.

## Victimes et tireurs

### Un nombre de victimes incertain

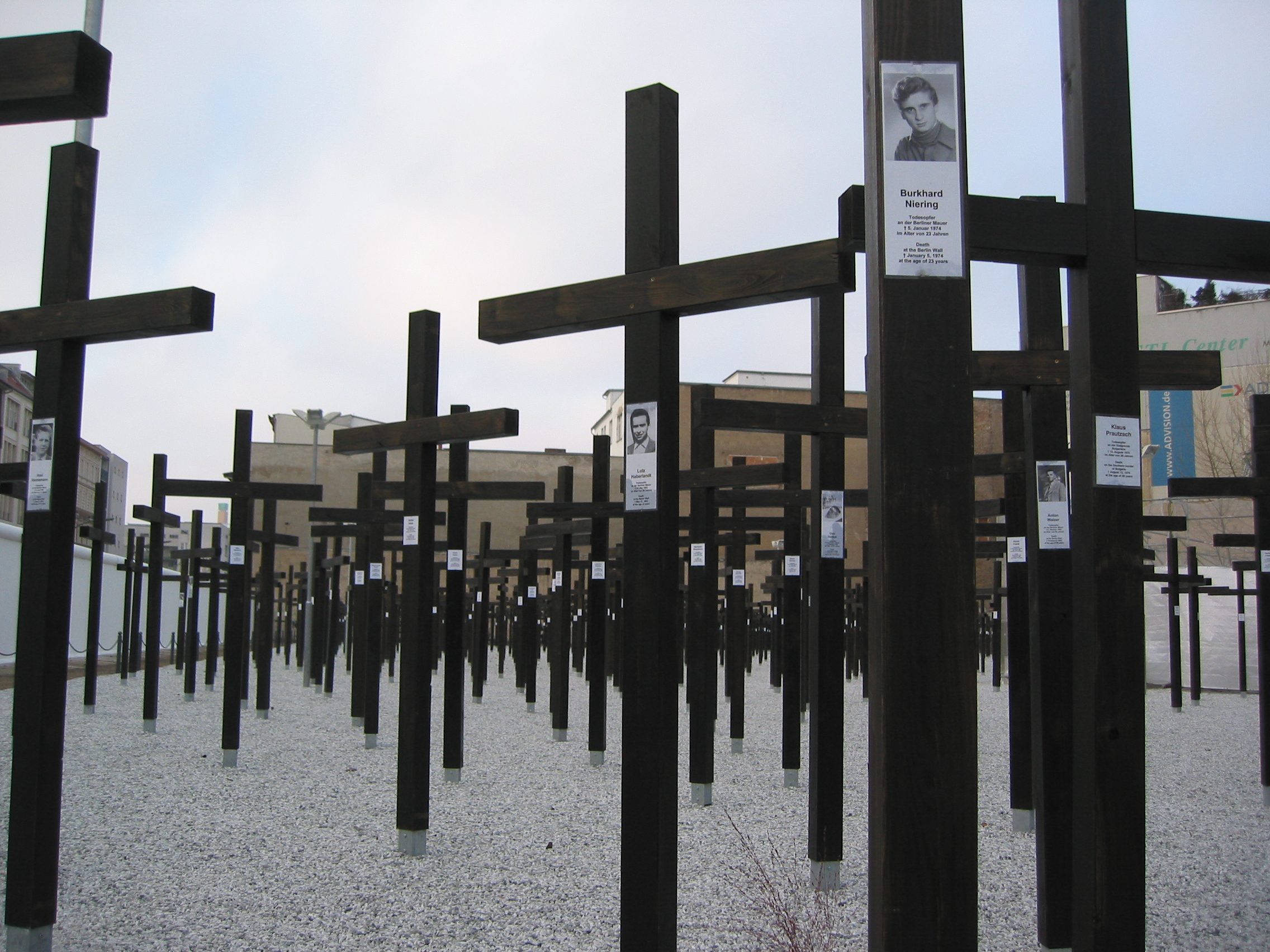
Mémorial dédié aux victimes du Mur près de Checkpoint Charlie.

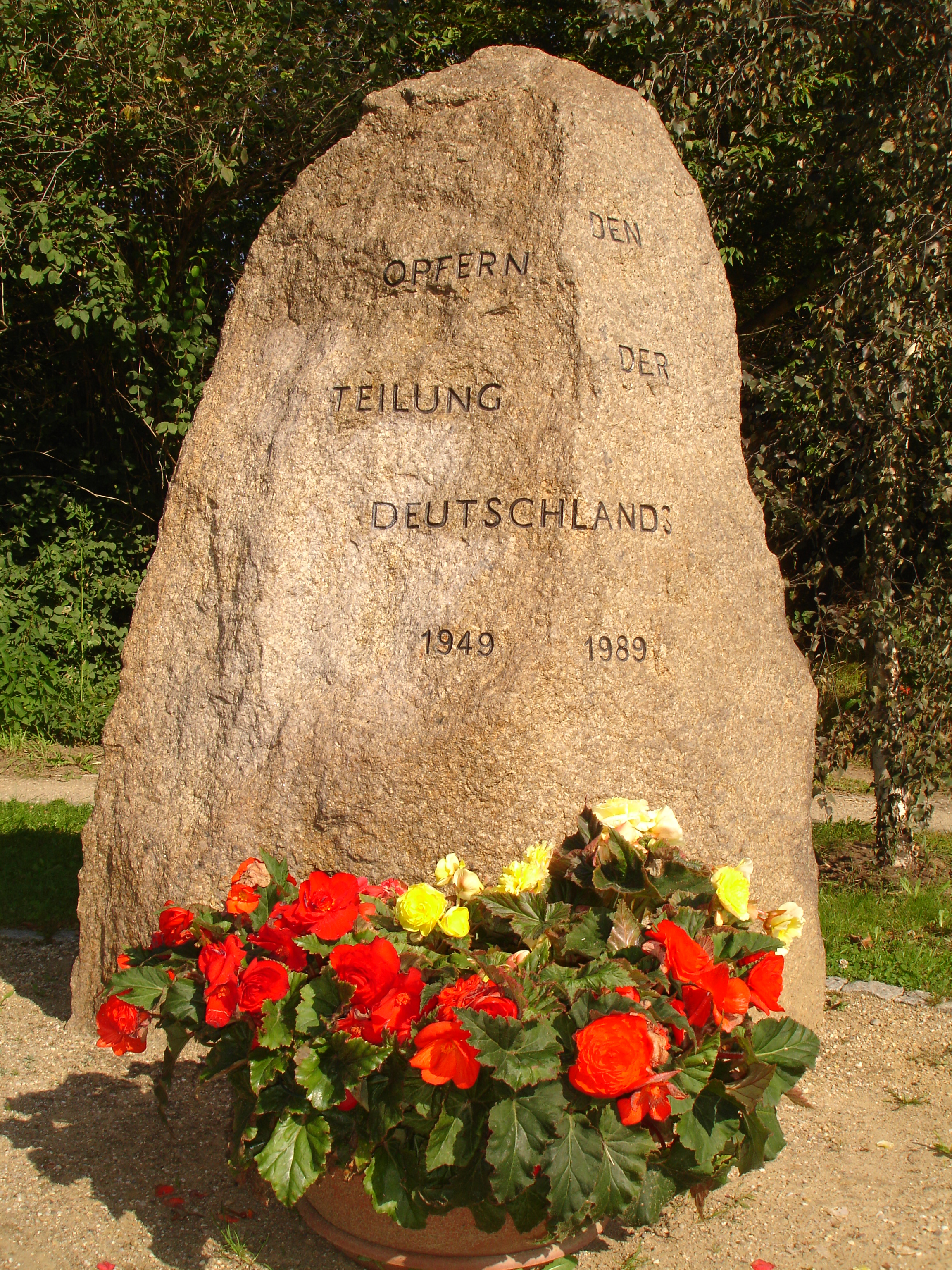
Monument aux victimes de la séparation allemande à Kleinmachnow.

Le nombre exact des victimes du Mur fait l'objet de controverses : il est en effet difficile à évaluer, car les nouvelles victimes étaient passées sous silence en RDA. D'après des recherches de la collectivité berlinoise de travailleurs « Collectif du 13 Août », 1 135 personnes y ont laissé la vie. La Staatsanwaltschaft (bureau du Procureur général) de Berlin en a dénombré 270 pour lesquelles on a pu démontrer un acte de violence de la RDA. Le Zentrale Ermittlungsgruppe für Regierungs- und Vereinigungskriminalität (Groupe de recherches central sur la criminalité du gouvernement et de la réunification) ne recense que 421 morts susceptibles d'être imputés aux forces armées de la RDA. D'autres sources indiquent 125 morts à Berlin.
Dans le Mauer Park, ensemble commémoratif, un panneau recense 136 morts : 98 « fugitifs », huit autres Allemands de l'Est, 22 Allemands de l'Ouest et huit soldats. Quarante-deux sont des enfants ou adolescents.
Les premières balles mortelles sont tirées par la police de la route le 24 août 1961 sur Günter Litfin (24 ans) près de la gare de Friedrichstraße, onze jours après la fermeture de la frontière, au cours d'une tentative d'évasion. Le 17 août 1962, Peter Fechter (18 ans) perd tout son sang, après avoir été blessé par balle, dans le secteur dit « piste de la mort » et meurt, adossé au mur, tout du secteur américain. En 1966, deux enfants de 10 et 13 ans sont abattus, atteints par quarante balles.
Chris Gueffroy, le 5 février 1989, et Winfried Freudenberg, le 8 mars 1989, sont les dernières victimes du Mur.
Des estimations comptabilisent 75 000 hommes et femmes condamnés à des peines de prison allant jusqu'à deux ans en tant que « déserteurs de la république » entre 1950 et 1989. La peine dépassait en général cinq ans si le fugitif dégradait les installations frontalières ou s'il était armé ou s'il était soldat ou détenteur de secrets.
Parmi les victimes du Mur figurent aussi quelques soldats est-allemands, dont le premier est Jörgen Schmidtchen en 1962, tué par un camarade transfuge. Le cas le plus connu est sans doute celui du soldat Reinhold Huhn, abattu par un passeur.

### Le procès des responsables
Une série de procès a duré jusqu'au printemps 2004 pour savoir qui portait la responsabilité juridique d'avoir donné l'ordre de tirer sur les fugitifs. Parmi les accusés figuraient entre autres le président du Conseil d'État Erich Honecker, son successeur Egon Krenz, les membres du Conseil national de défense Erich Mielke, Willi Stoph, Heinz Keßler, Fritz Streletz et Hans Albrecht, le chef du SED pour le district de Suhl et quelques généraux comme Klaus-Dieter Baumgarten, général de corps d'armée commandant les troupes frontalières de 1979 à 1990. Ce procès a suscité une vive controverse en Allemagne, bon nombre d'accusés faisant valoir que leurs actes, à l'époque, ne constituaient pas des crimes au regard du droit est-allemand. Ils accusent les tribunaux actuels de pratiquer la « justice des vainqueurs ».
Les auteurs des tirs appartenaient en grande partie à la NVA (Armée nationale populaire) ou aux troupes frontalières. Parmi les accusés, trente-cinq furent acquittés, quarante-quatre condamnés avec sursis et mise à l'épreuve et onze à une peine ferme : entre autres Albrecht, Streletz, Keßler et Baumgarten (de quatre ans et demi à six ans et demi de prison). Le dernier dirigeant communiste de la RDA, Egon Krenz, a été condamné en 1997 à une peine de six ans et demi de prison pour la mort de quatre personnes le long du mur de Berlin dans les années 1980. Günter Schabowski sera lui définitivement condamné en 1999 et après avoir commencé à exécuter sa peine, sera gracié un an plus tard. En août 2004, le tribunal de Berlin condamne deux ex-membres du Politburo à des peines avec sursis et mise à l'épreuve. Le dernier procès des tireurs du Mur se termine par une condamnation le 9 novembre 2004, quinze ans jour pour jour après la chute du mur de Berlin.

## Le Mur aujourd'hui

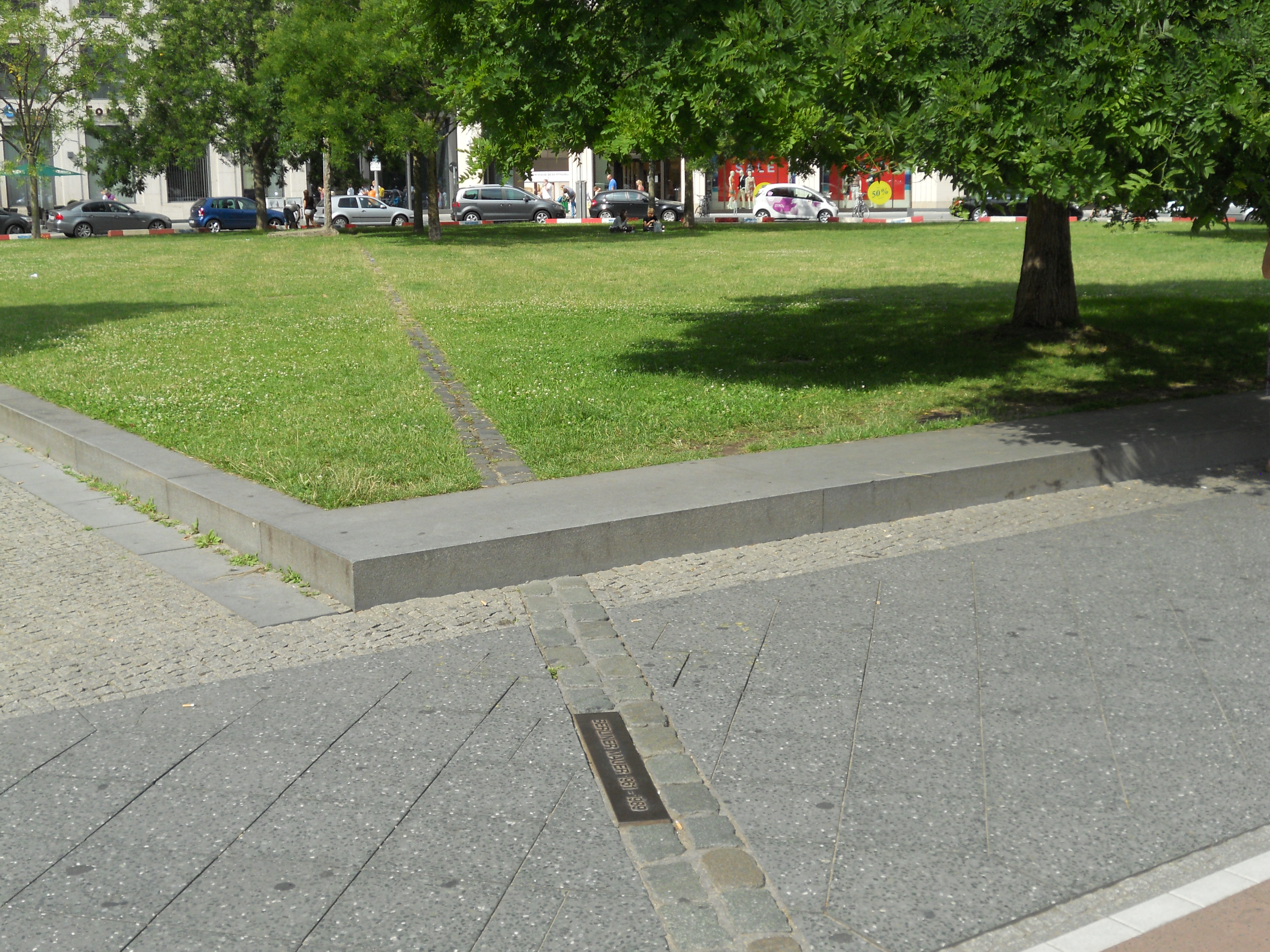
Tracé du mur de Berlin à proximité de Potsdamer Platz, en 2015.

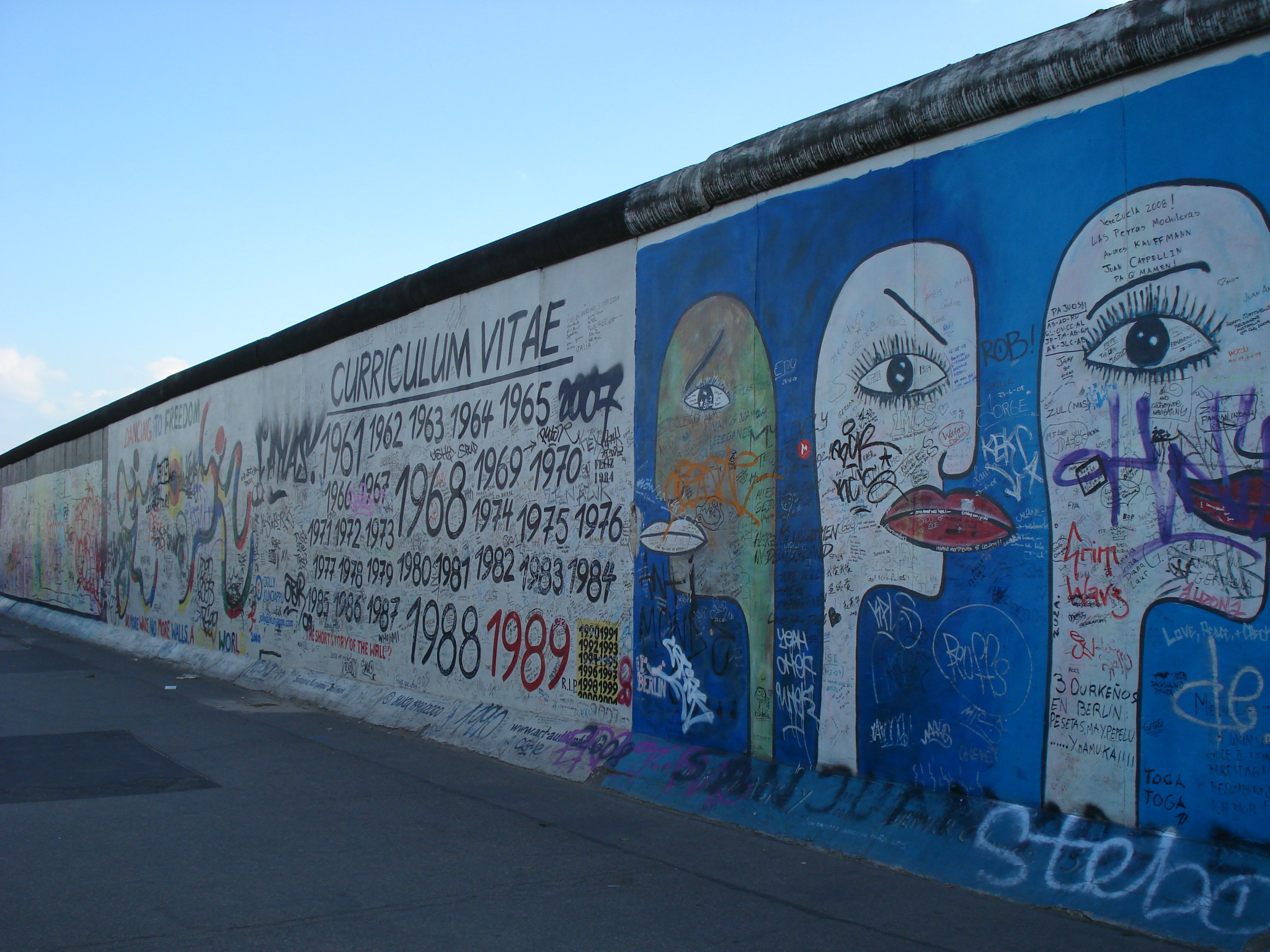
Graffiti sur les vestiges du mur en 2009.

En souvenir des victimes du mur de Berlin, divers mémoriaux de types très différents ont été construits. Outre les petites croix ou autres signes, avant tout érigés en mémoire de fugitifs abattus, souvent d'initiative privée, et que l'on trouve en divers endroits de l'ex-frontière, un ensemble de lieux de souvenir plus importants a été créé.
Il y a toujours eu des controverses sur le style des monuments, comme à la fin des années 1990 à propos du mémorial de la Bernauerstraße. Pour l'instant, le paroxysme des débats publics a été atteint à propos du « monument de la Liberté », construit à proximité du Checkpoint Charlie, puis démoli. Le sénat de Berlin, pour contrer le reproche qui lui était fait de ne pas avoir de politique précise, proposa une politique au printemps 2005.
Le tracé historique du mur de Berlin est marqué au sol par une double rangée de pavés et des plaques en fonte portant l’inscription Berliner Mauer 1961-1989. Il existe un parcours historique du Mur en 29 étapes, avec des illustrations et des explications en quatre langues sur les événements qui s’y sont déroulés.

### Le musée du Mur au Checkpoint Charlie

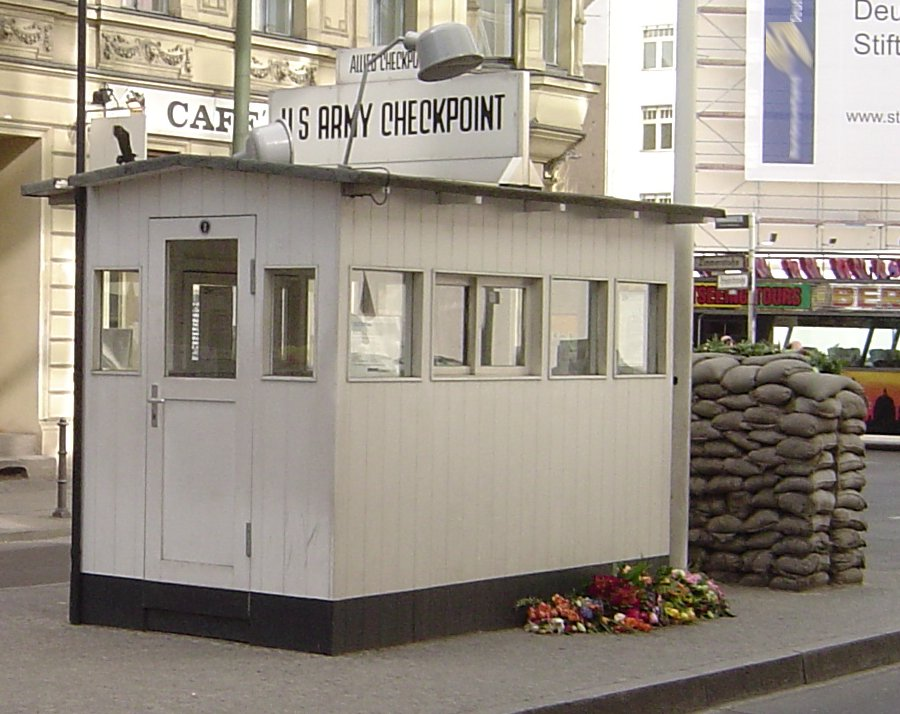
Checkpoint Charlie en 2005.

Le musée du Mur au Checkpoint Charlie est ouvert en 1963, juste en face de la frontière, par l'historien Rainer Hildebrandt. Il est exploité par le Collectif du 13 août. C'est l'un des musées de Berlin les plus visités. Il montre le système de sécurité du Mur et relate les tentatives de fuite réussies, avec leurs moyens tels que montgolfières, autos, téléphériques, ULM bricolé, coffre de voiture, valise et même un mini sous-marin. Le musée du Mur de Checkpoint Charlie est un musée privé, il n'est soumis à aucun contrôle officiel, il s'agit donc de faire attention aux informations qu'on y trouve. Checkpoint Charlie est devenu, lui, un lieu folklorique. Le célèbre panneau qui y figurait — « You are leaving the American sector », « vous quittez le secteur américain » — est représenté sur d’innombrables cartes postales.

### Ensemble mémorial du mur de Berlin dans la Bernauer Straße

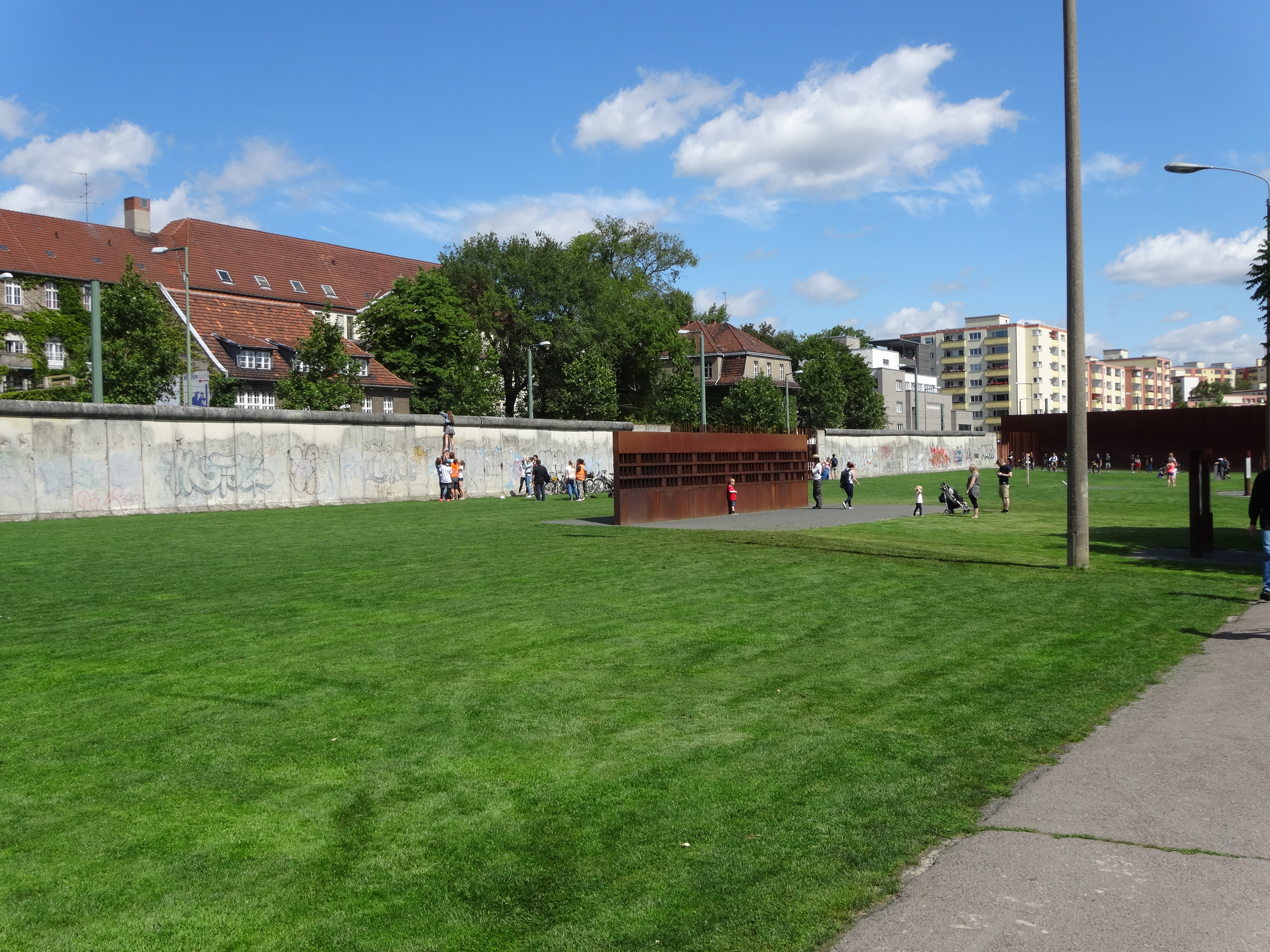
Restes du mur de Berlin intégrés au mémorial, à la croisée de Bergstraße et de Bernauerstraße, et vus depuis l'est en 2015. La pelouse recouvre ce qui était autrefois le 'couloir de la mort'. Le monument rouillé au centre de l'image comprend les noms et photographies des victimes. Le mémorial occupe l'extrémité de la rue Bergstraße, la seule rue de Berlin à être ainsi restée interrompue par le mur après 1989. (Elle se termine en cul-de-sac, au lieu de rejoindre Bernauerstraße comme elle le faisait avant 1961.) En arrière-plan de l'image, de jeunes touristes tentent d'escalader le Mur. Le bâtiment gris au fond fait également partie de l'ensemble mémorial.

Depuis la fin des années 1990, dans la Bernauer Straße, (ancien secteur français) à la limite des anciens districts de Wedding et du Centre, se trouve un ensemble mémorial du mur de Berlin, qui a entre autres permis de contrer le refus du projet de conservation du mur dans la Bernauerstraße. Il comprend le mémorial du mur de Berlin, le centre de documentation, la chapelle de la Réconciliation, divers mémoriaux commémoratifs de l'ancien cimetière de la Sophienkirchengemeinde, la fenêtre de souvenir, ainsi que des fenêtres archéologiques.
Le Mémorial issu d'un concours fédéral d'architecture a été inauguré, après de longues et vigoureuses discussions, le 13 août 1998. Il présente un fragment de soixante-quatre mètres de mur et de no man's land, délimités à leurs extrémités par deux immenses parois en acier, hautes de six mètres et implantées à angle droit. Leurs côtés extérieurs sont rouillés et font référence au rideau de fer. Leurs faces intérieures, qui forment un angle droit avec le mur, sont en acier inoxydable poli, ce qui en fait d'immenses miroirs, dans lesquels le mur se projette à l'infini.
Le centre de documentation est ouvert le 9 novembre 1999. Il a été complété en 2003 par une tour d'observation qui permet de bien voir une portion intacte du dispositif frontalier avec le mur d'arrière-plan, le no man's land, le chemin de ronde, les pylônes d'éclairage, la clôture de signalisation, puis le mur extérieur… Outre une exposition (ouverte depuis 2001 sous le titre Berlin, 13 août 1961), on peut y trouver diverses possibilités d'information sur l'histoire du Mur.
La chapelle de la Réconciliation a été conçue par les architectes berlinois Peter Sassenroth et Rudolf Reitermann et inaugurée le 9 novembre 2000. Elle a été construite sur les fondations du chœur de l'église de la Réconciliation, située sur la « piste de la mort » et démolie en 1985. Cette église, bâtie en 1894, devint inaccessible dès la construction du mur de Berlin, car elle se trouvait dans le no man's land. En 1985, le gouvernement est-allemand décida la destruction de l'édifice puis, en 1995, après la chute du mur, l'emplacement fut rendu à la paroisse, avec l'obligation d'y bâtir un nouveau lieu de culte. C'est ainsi que ce lieu de culte a connu la résurrection de son nom et d'une partie de son architecture : en effet, la paroi intérieure de la nouvelle chapelle est en glaise pilonnée et intègre des pierres concassées de l'ancienne église. Le noyau ovale de l'édifice est enveloppé d'une façade translucide en lamelles de bois.
La Fenêtre de Souvenir, achevée en 2010, est un élément central de ce secteur commémoratif pour les victimes du mur de Berlin.
Les fenêtres archéologiques sur Bergstrasse, une rue qui a été en grande partie préservée au-dessous de la zone frontière, montrent les couches plus anciennes des fortifications de frontière qui ont été établies dans la rue et leurs détails.
Enfin, le « Mille (ou kilomètre) historique du mur de Berlin » est une exposition permanente en quatre langues, consistant en vingt et un panneaux d'information. Ceux-ci sont répartis le long du tracé de la frontière intérieure et présentent des photographies et des textes se référant à des événements, comme des évasions, qui se sont produits à l'endroit même où sont placés les panneaux.

### Destruction et restes du Mur
Il ne reste plus grand-chose du Mur. Les chasseurs de souvenirs, désignés dans le langage populaire par Mauerspecht (soit « pic de mur »), ont arraché de nombreux fragments, donnant naissance à un véritable marché noir. Même la CIA s'est approprié un morceau du Mur artistiquement décoré pour son nouveau bâtiment dans son siège central à Langley. Entre la fin 1989 et le début de l'année 1990, le Mur est démantelé à raison de cent mètres en moyenne par nuit, par une entreprise privée chargée de la démolition puis par les autorités de la  RDA qui s'efforcent de démonter le plus vite et le plus complètement possible les installations. À partir du 13 juin 1990, 300 gardes-frontières de l'Est et 600 sapeurs de l'Ouest, 175 camions, 65 grues, 55 pelleteuses et 13 bulldozers y ont été affectés. Le Mur a disparu du centre-ville en novembre 1990, le reste en novembre 1991. Au total, il a été physiquement détruit à peu près partout, à l'exception de six sections, conservées en souvenir.

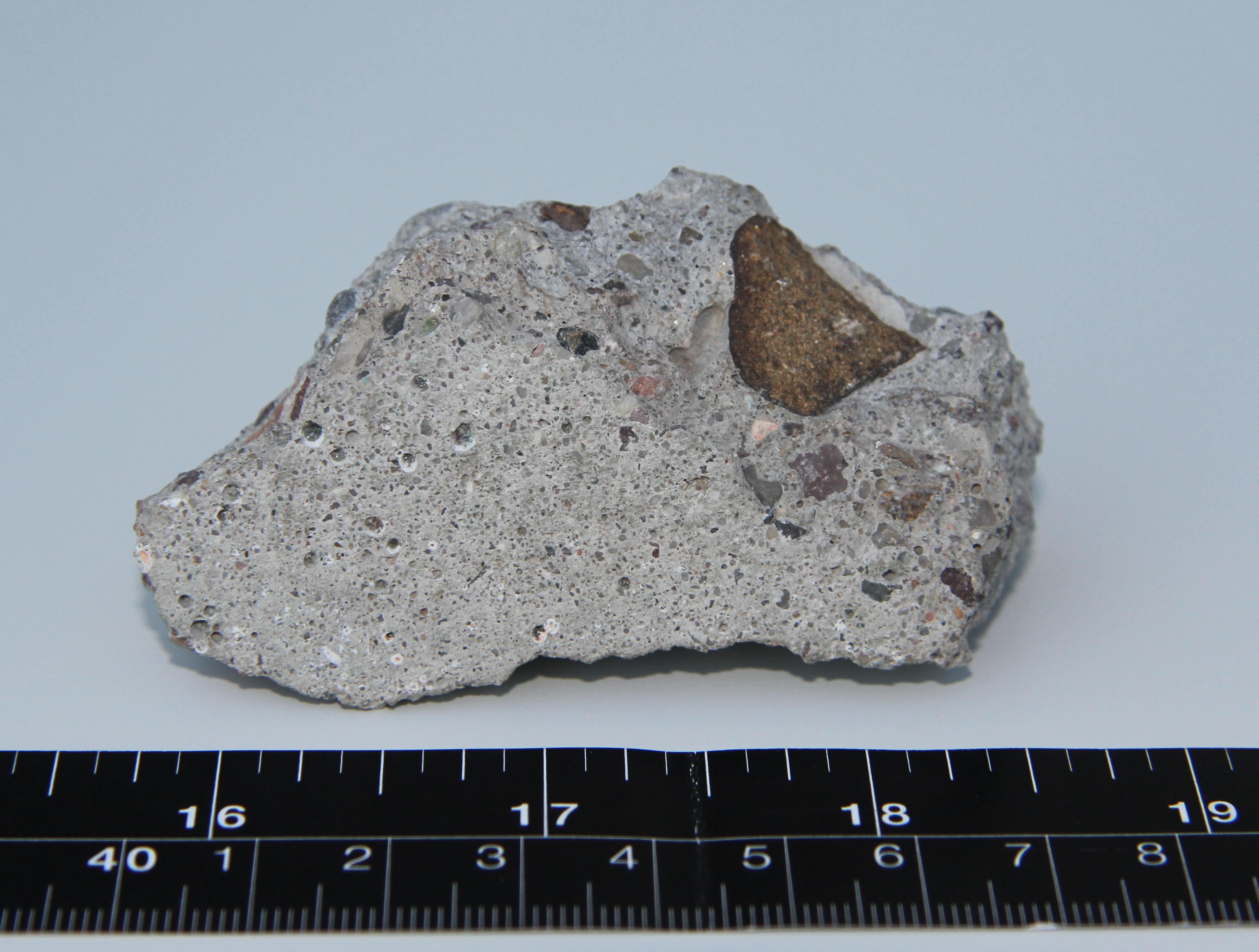
Échantillon de béton provenant du mur de Berlin.

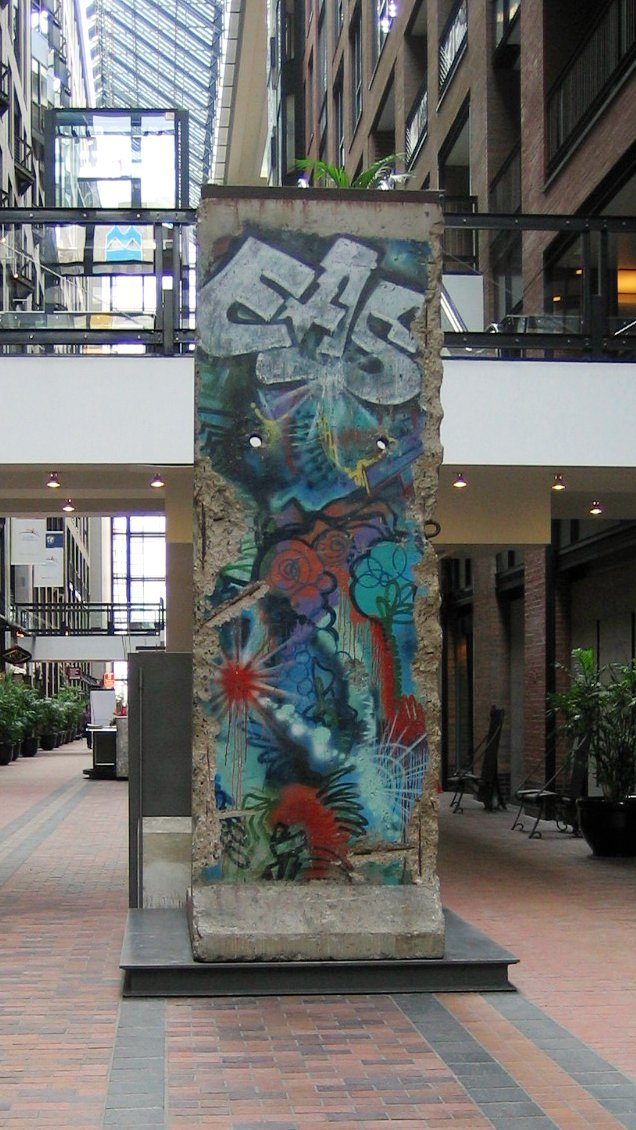
Segment du Mur au Centre de commerce mondial, à Montréal.

Volker Pawlowski, un ancien ouvrier de la RDA, détient le quasi-monopole des morceaux du Mur arrachés et qui sont vendus depuis dans les magasins de souvenirs de Berlin. Il s'en vend des petits bouts, à six euros pièce, comme des blocs entiers (3,60 mètres de haut sur 1,20 mètre de large) pour 10 000 euros. Il possède un entrepôt contenant des centaines de mètres de murs. Il ne se cache pas de les colorer avec de la peinture ; certains experts doutent par ailleurs de l'authenticité de tous les morceaux. V. Pawlowski avait aidé, dès la chute du Mur, des ouvriers qui transportaient les gravats dans un centre de recyclage à la périphérie de Berlin ; déjà des vendeurs les récupéraient pour alimenter les marchés aux puces. La question de la propriété des morceaux est alors compliquée puisque construits par la RDA, ils étaient officiellement « propriété du peuple ». Certains achètent des morceaux directement à d'anciens gardes-frontières ou à l'entreprise chargée de la démolition pour quelques centaines de marks, l'argent de la vente compensant les frais de destruction. L'ancien ouvrier fonde alors son entreprise en récupérant une grande partie des morceaux, qu'il vend encapsulés dans une carte postale avec un petit certificat aux armes de la RDA que V. Pawlowski délivre lui-même.
Le reste le plus connu du Mur, l'East Side Gallery, est situé le long de la Spree, entre la gare de l'Est et le pont de l'Oberbaum qui enjambe la Spree. Il mesure 1,3 km. Il a été peint par 118 artistes du monde entier, tel Thierry Noir ou Dmitrij Vrubel et comporte 106 peintures murales. Classé monument historique, il tombe aujourd'hui en ruines. De ce fait, la ville de Berlin a alloué une subvention pour permettre sa reconstruction à l'identique. Les artistes ont accepté de repeindre leur œuvre sur un nouveau Mur.
Un des fragments du mur (réel) le mieux conservé se trouve le long de la Niederkirchnerstraße, dans le district Centre, à proximité de la chambre des députés de Berlin. Il a aussi été classé monument historique en 1990.
Un autre fragment du mur (réel) de « type 75 » se trouve le long de la Bernauer Straße. Ce fragment de 212 mètres de mur d'origine, qui sépare la Ackerstraße de la Bergstraße, a été classé au patrimoine historique depuis le 2 octobre 1990. Malheureusement, ce fragment de mur a été creusé et excavé jusqu'à la charpente en acier par les chasseurs de souvenirs. La Bernauer Straße étant le seul endroit à Berlin où une portion du dispositif frontalier a été conservée dans son intégralité, une partie du mur, longue de 64 mètres, a été assainie et restaurée, afin de retrouver son état originel et de témoigner ainsi le renforcement de ce dispositif, qui était auparavant l'oeuvre de la RDA. Au sud du mémorial, dans l'enclos du cimetière, un tronçon assez important de mur en plaques de béton, qui faisait partie du périmètre de sécurité aux abords de la zone frontalière, a également été conservé. Ce dernier figure, lui aussi, au patrimoine historique depuis 2001.
Cinq des trois cent deux miradors subsistent :
- l'un est transformé en « musée de l'art interdit » à Treptow, près de l'allée Pouchkine, dans une partie de la piste transformée en parc ;
- sur la Kielerstraße, dans le district Centre. Le mirador est classé, mais a été entouré de constructions récentes sur trois côtés ;
- sur la Stresemannstraße, près de la Potsdamer Platz dans le même district. Ce mirador, bien plus élancé que les autres, a été déplacé pour permettre des constructions et n'est donc plus à sa place originelle ;
- au sud de Nieder-Neuendorf, hameau de Hennigsdorf, dans l'exposition permanente sur les installations militaires de la frontière RFA-RDA ;
- à Hohen-Neuendorf. Ce mirador se trouve dans une partie nouvellement boisée du tracé de la piste. Il est utilisé, avec le bois qui l'entoure, par la « Jeunesse forestière allemande ».

### Organisation de l'espace urbain berlinois après la chute du Mur
La chute du Mur a changé considérablement le trafic dans l'agglomération. On circule sans problème d'est en ouest sur des réseaux métropolitain, ferroviaire et de bus totalement modernisés au cours des années 1990. La bande frontalière se reconnaît encore bien aujourd'hui par les grands espaces vides, comme sur des parties de la Bernauer Straße ou le long de la Vieille Jakobstraße. La large trouée entre les deux ex-Murs s'appelle actuellement la « Piste des murs ». Dans ce centre-ville précédemment densément construit, la plus grande partie de cette piste a été convertie en espaces d'utilité publique. Il comporte également des parcs et des lieux commémoratifs du Mur. C'est aussi dans l'ancien no man's land que la nouvelle gare centrale a été inaugurée le vendredi 26 mai 2006. La Potsdamer Platz, cœur du Berlin chic et bourgeois d'avant-guerre et devenue un vaste terrain en friche, au cœur du no man's land, symbolise le désir de retrouver l'unité de la ville. Sa reconstruction est en passe d'être achevée. On peut y voir un échantillonnage d'architecture contemporaine, constitué des immeubles construits par Renzo Piano, Richard Rogers et Helmut Jahn. La semaine, les salariés des bureaux et les ouvriers des chantiers y côtoient les touristes. Le week-end, la Potsdamer Platz est déjà l'un des lieux les plus fréquentés de Berlin.
Pourtant, le Mur, c'est-à-dire le clivage entre Berlin-Ouest et Berlin-Est, est toujours là. À l'Ouest, les autorités ont tenu à préserver des marques du passé de la ville, comme la ruine de l'église commémorative de l'empereur Guillaume (Kaiser Wilhelm), surnommée « dent creuse » par les Berlinois. Le Reichstag, incendié en 1933 et devenu une ruine en 1945, n'a pas été reconstruit entièrement à l'identique. La coupole en verre conçue par Norman Foster symbolise la démocratie allemande qui se veut résolument transparente. À l'Est, la RDA n'a laissé subsister aucun trait du nazisme. Aujourd'hui, ce passé est rappelé dans le quartier juif où la synagogue a été reconstruite. Le Mur a aussi donné naissance a des curiosités architecturales qui seront conservées à sa chute, notamment la cabane dans les arbres du mur de Berlin devenue une attraction du quartier de Kreuzberg.
Sur le plan architectural, les deux parties de la ville sont également très différentes. Berlin-Ouest comporte de vastes espaces de campagne, car son enclavement passé dans la RDA a été un puissant frein à son expansion démographique et économique. En revanche, la RDA, dont Berlin était la capitale, a voulu faire de la ville une vitrine du socialisme, avec l'Alexanderplatz et la construction de banlieues « grandiosement répétitives ». La statuaire socialiste est toujours présente, par endroits, à Berlin-Est, avec Marx, Lénine, la faucille et le marteau. Le palais de la République des années 1970, construit à la place de l'ancien palais impérial détruit en 1950 sur l'ordre de Walter Ulbricht, voulait rappeler la victoire du régime communiste. Il est toutefois à son tour aujourd'hui détruit.
La partition de la ville avait fait perdre à Berlin sa place de grande métropole industrielle. Depuis la chute du Mur, le développement économique de la ville reste modeste et inférieur aux espoirs. L'île des musées, anciennement à Berlin-Est, est devenue un haut lieu touristique, mais les commerces ne se sont pas développés autour. Il n'y a même pas de kiosques à journaux. En revanche, un marché périodique propose essentiellement tous les restes de la période socialiste (insignes militaires, sculptures miniatures de Lénine).
Le mur de Berlin laisse donc dans l'histoire architecturale, économique, comportementale, démographique, des traces certaines malgré les milliards d'euros dépensés pour relever Berlin depuis 1989, et bien que la ville exerce de nouveau la fonction de capitale de l'Allemagne.
Marquage commémoratif du tracé du Mur

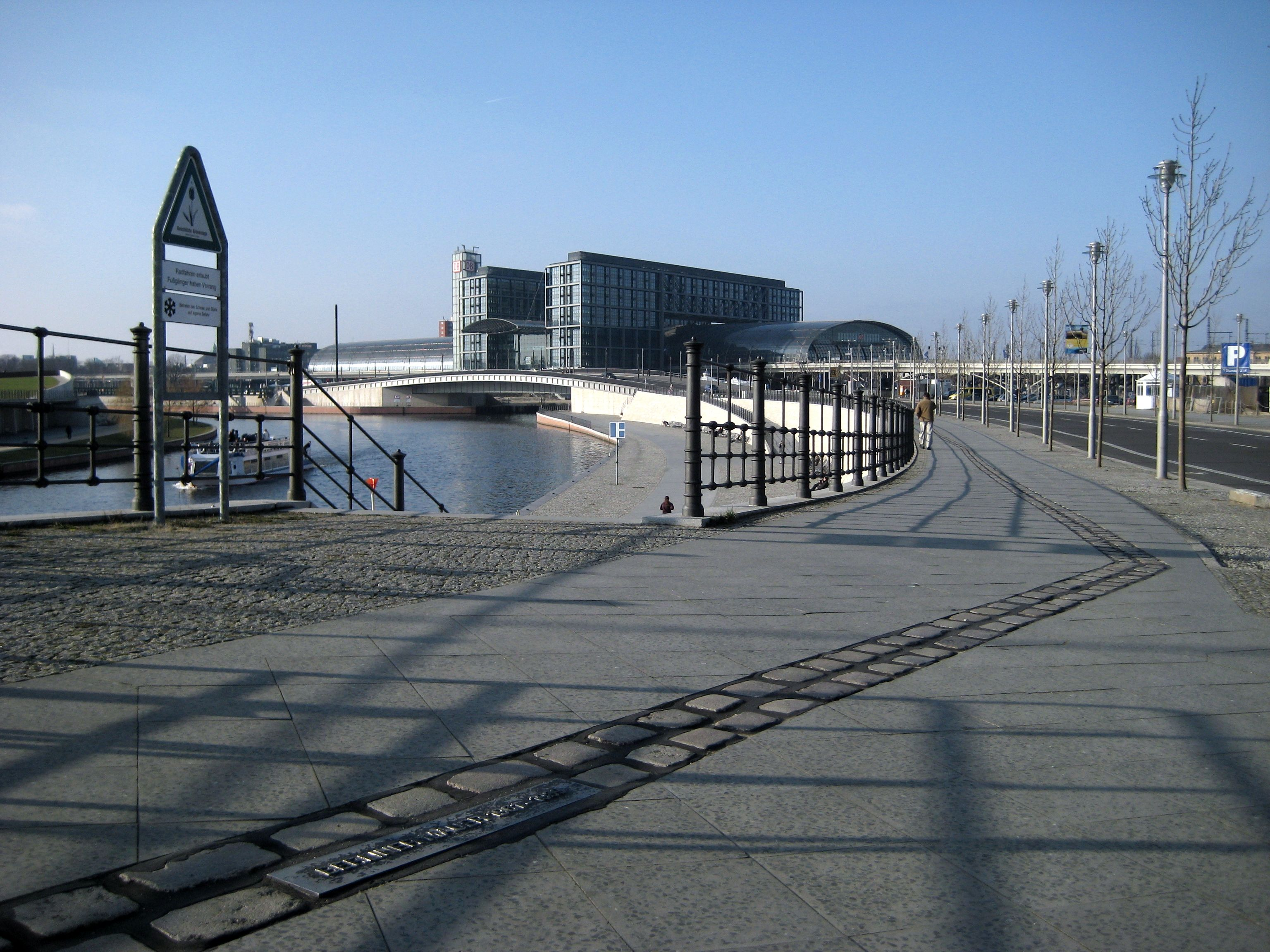
Kapelleufer.
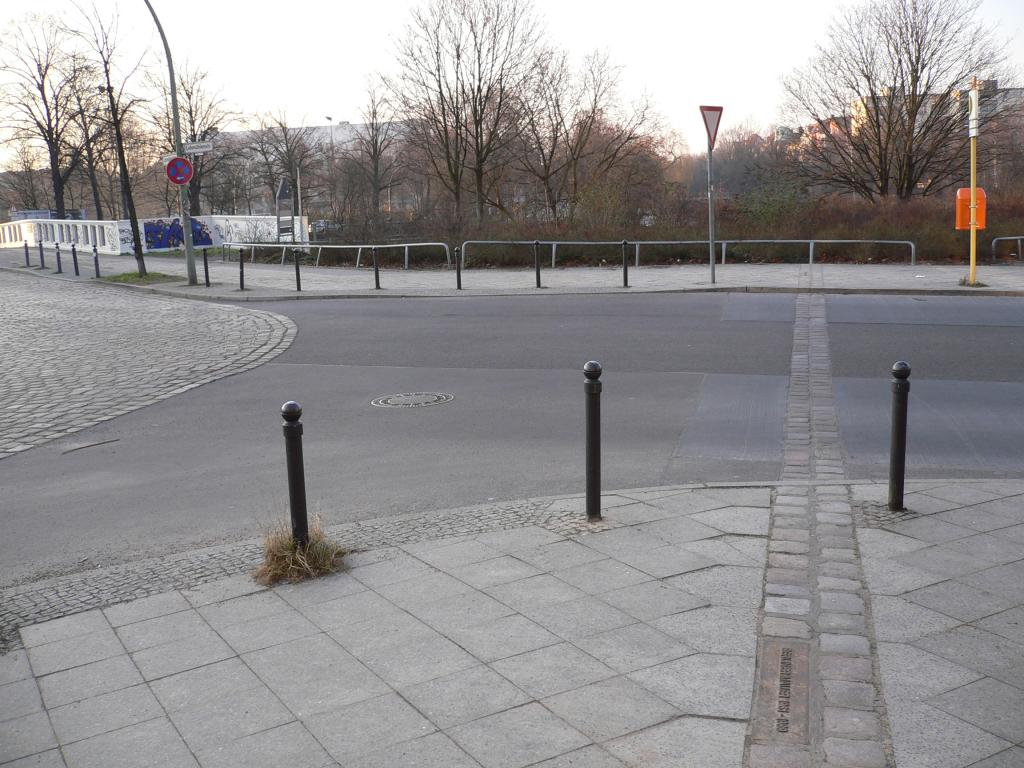
Le pont Lohmühlen, ou Lohmühlenbrücke (de).
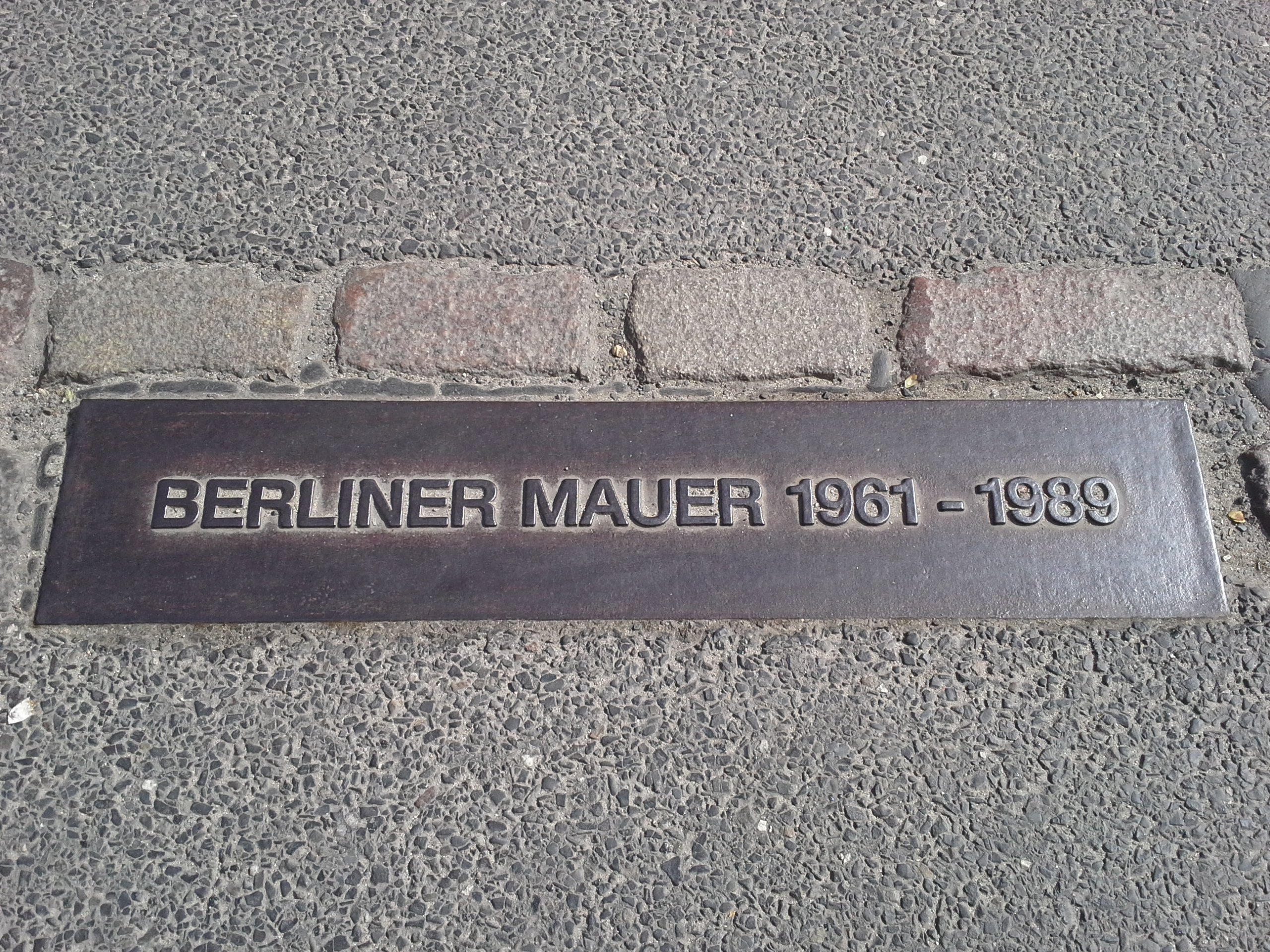
Stresemannstraße-Köthener Straße.
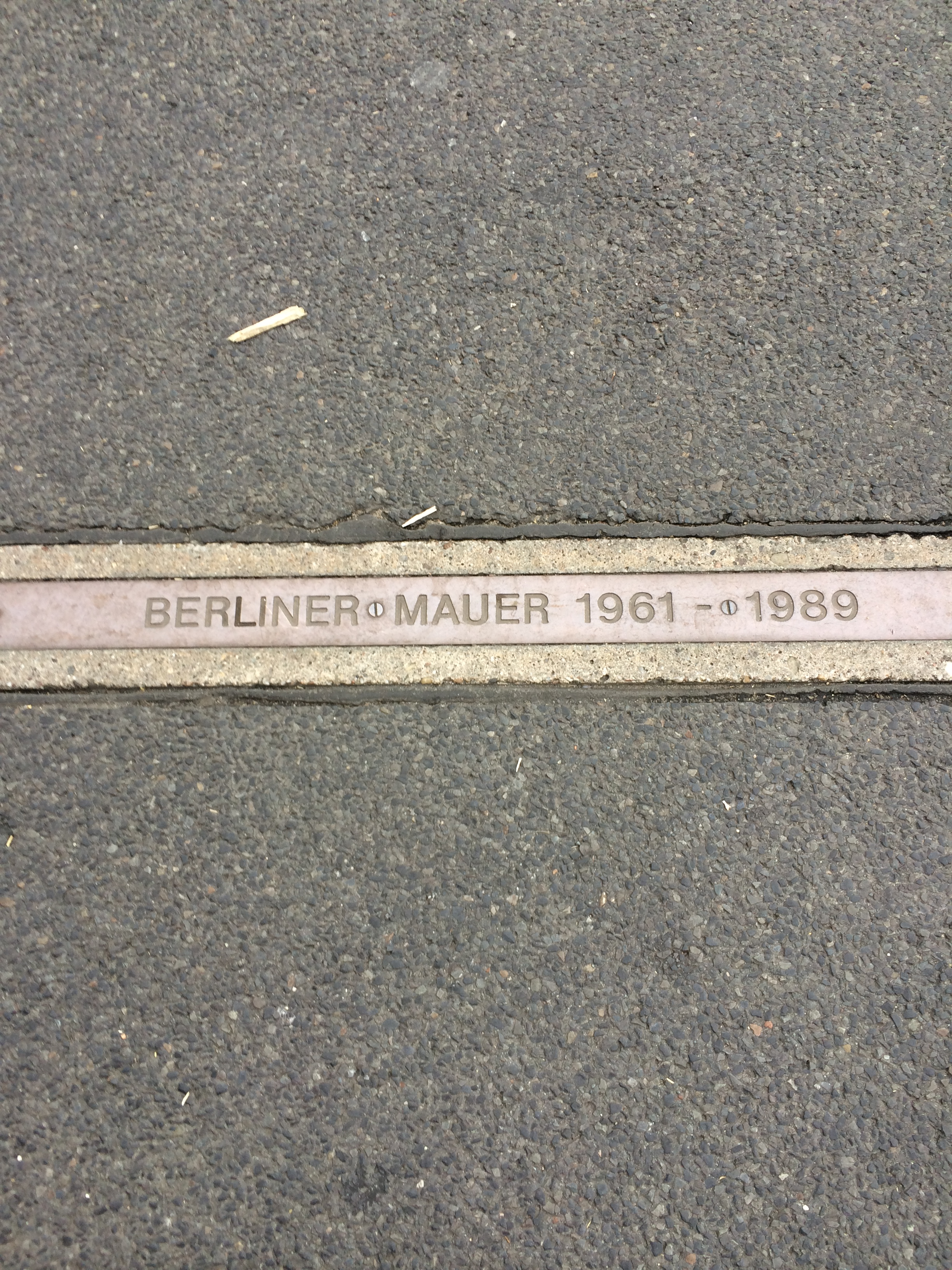
Pour ne jamais oublier où est passé le mur de Berlin
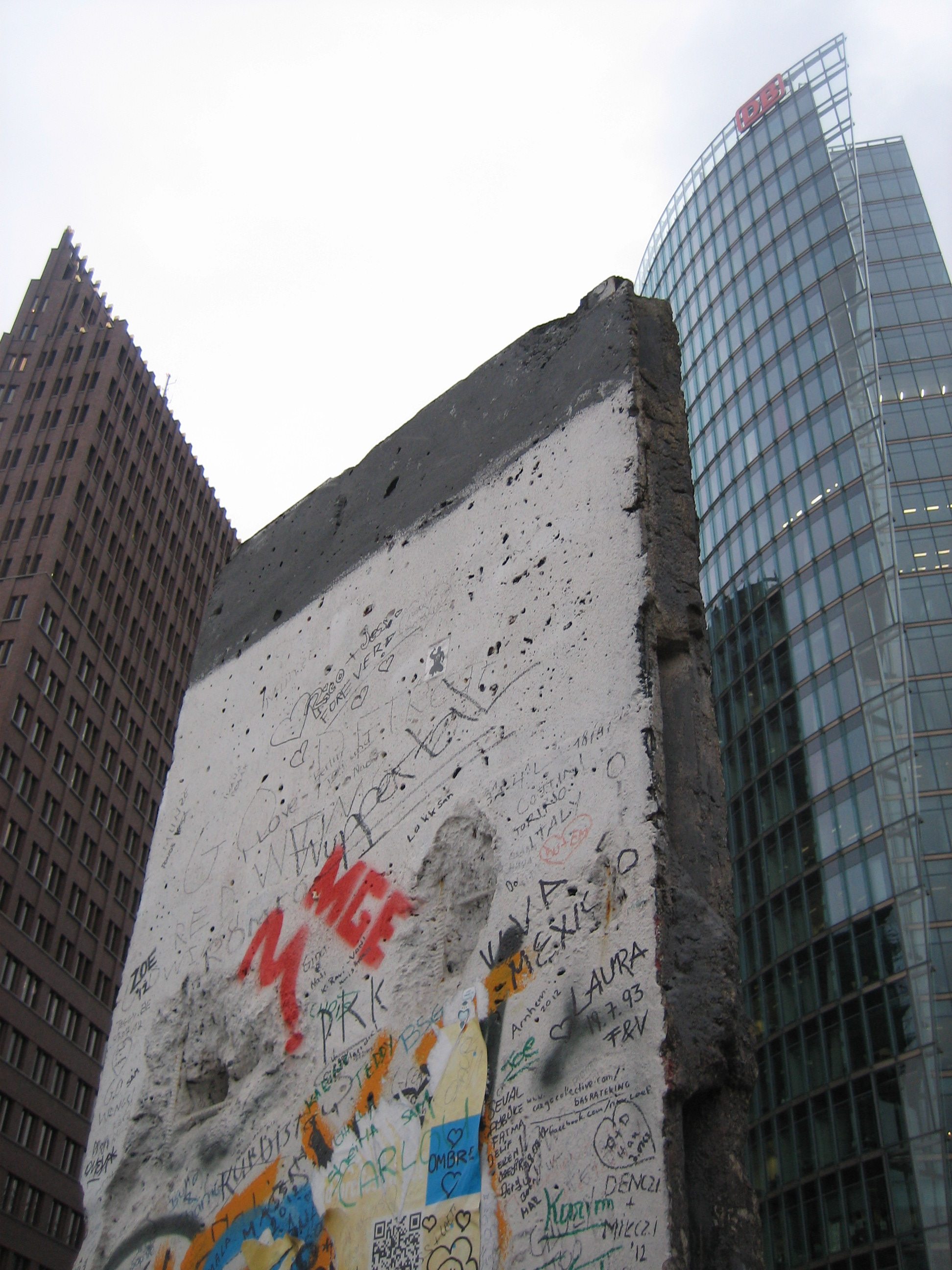
Fragments du mur récupérés et exposés à la Potsdamer Platz

### Survol en hélicoptère
Au printemps 1990, un hélicoptère de type Mil Mi-8 survole pour la première fois, à 50 mètres d'altitude, tout le côté est du Mur, depuis Potsdam jusqu'au point de passage de la Bornholmer Straße. Un cadreur filme le début de la destruction du mur de Berlin, avec notamment l'abattage des miradors[réf. nécessaire].

### Vingtième anniversaire de la chute du Mur

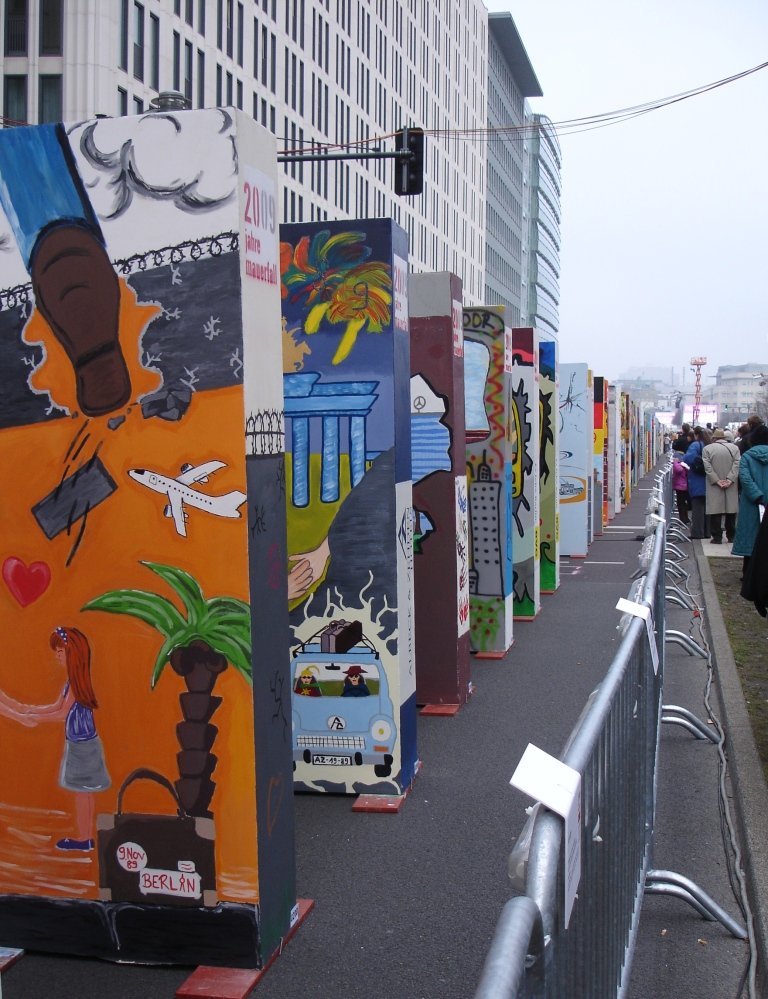
Les dominos peints par des artistes du monde entier, renversés lors du de la chute du Mur.

Un millier de dominos géants et colorés ont été installés sur le tracé du mur et renversés le 9 novembre 2009 par Lech Wałęsa pour célébrer le 20e anniversaire de sa chute.
Le prix Grand Témoin, prix littéraire de La France Mutualiste, a été remis le 5 novembre 2009 sur le thème du 20e anniversaire de la chute du mur de Berlin. Ce prix a pour thème principal le « devoir de mémoire ». Les récipiendaires :
- Frederick Taylor pour Le Mur de Berlin 1961 – 1989, aux éditions JC Lattes ;
- Jean-Marc Gonin et Olivier Guez pour La Chute du Mur, aux éditions Fayard.

### Réutilisation de certains fragments
Pour les 25 ans de la chute du Mur, trente fragments vierges d'environ un mètre sur 1,20 m, appartenant à un collectionneur privé, sont décorés d'œuvres uniques réalisées pour l'occasion par trente artistes internationaux d'art urbain (1Up, Borondo, C215, Christophe-Emmanuel Bouchet (de), Clet Abraham, DALeast, Dscreet, Faith47, Fire, Frank Pelegino, Gilbert Mazout, Heinz J. Kuzdas, Indiano, Jack Fox, Jean Faucheur, Jef Aérosol, Jérôme Mesnager, Jim Avignon, John Crash Matos, John Dolan (en), Kiddy Citny (de), King Sone, Kriki, L7m, Mesa, Pablo Delgado, Peter Unsicker, Pha, Run, Thierry Noir) et exposés d'avril à juillet 2015 sur le parvis de la gare de l'Est à Paris en compagnie de trois Trabants peintes par Thierry Noir, Christophe-Emmanuel Bouchet (de) et Kiddy Citny (de).
Un pan du mur de Berlin, appelé « Kennedy », est installé sur l'esplanade en face du bâtiment du Berlaymont (Bruxelles) le 9 novembre 2015.
Le Parlement des arbres est un lieu commémoratif composé, entre autres, de fragments du mur.
Un fragment du mur se trouve également dans le sanctuaire de Fatima au Portugal.

### Sondages
Une petite minorité soutient encore le mur, voire sa reconstruction. En 2008, un sondage révélait que 11 % des participants de l'ancien Berlin-Ouest et 12 % de l'ancien Berlin-Est estimaient qu'il serait préférable que le mur reste en place.
Un sondage de novembre 2009 a révélé que 12 % des Allemands étaient favorables à la reconstruction du mur. Ce sondage a également révélé que le soutien était de 12 % dans les anciens Länder de l'Allemagne de l'Ouest et de 13 % dans ceux de l'Allemagne de l'Est. Un sondage de septembre 2009 a révélé que 15 % des Allemands étaient favorables à la construction d'un mur, contre 16 % à l'Ouest et 10 % à l'Est,.
Un sondage réalisé en 2010 par Emnid pour « Bild » a révélé que 24 % des Allemands de l'Ouest et 23 % des Allemands de l'Est souhaitaient que le mur soit toujours en place,,.
Un sondage réalisé en 2019 par le Berliner Zeitung à l'occasion du 30e anniversaire de la chute du mur a révélé que 8 % des Berlinois étaient favorables à sa réinstallation si le mur était toujours debout. L'écrasante majorité des Berlinois, soit 87 %, soutenait cependant sa chute. Le sondage a également révélé que 28 % des sympathisants de l'AfD et 16 % des sympathisants du FDP étaient favorables à son rétablissement. Un sondage Yougov de 2019 a révélé que 13 % des Allemands souhaitaient le retour du mur, contre 14 % à l'Ouest et 13 % à l'Est.
Un sondage de 2019 de Forsa a révélé que 35 % des Berlinois pensaient que la construction du mur n'était pas si mauvaise, contre 74 % pour les partisans du Parti de gauche.

## Dans la culture

### Au cinéma
- Tunnel 28 (Escape from East Berlin) sorti en 1962 et réalisé par Robert Siodmak, film qui reprend une véritable évasion.
- Allemagne Terminus Est (Deutschland Terminus Ost) sorti en 1965 et réalisé par le Belge Frans Buyens est un documentaire de cinéma-vérité à propos de la construction du mur de Berlin[81].
- Le Rideau déchiré d'Alfred Hitchcock sorti en 1966, est un film d'espionnage à suspense dans lequel un scientifique américain décide de passer à l'Est pour révéler des secrets nucléaires stratégiques qui mettraient le bloc de l'Est à l'abri d'un risque d'affrontement nucléaire avec le bloc de l'Ouest.
- Mes funérailles à Berlin (Funeral in Berlin) est un film britannique réalisé par Guy Hamilton, sorti en 1966. Le colonel Stok, un agent des services soviétiques responsable de la sécurité du Mur de Berlin, semble vouloir passer à l'Ouest, mais les preuves sont contradictoires. Il s'agit du deuxième d'une série de trois films d'espionnage : Ipcress - Danger immédiat (1965), Mes funérailles à Berlin (1966) et Un cerveau d'un milliard de dollars (1967).
- Possession de Andrzej Żuławski, sorti en 1981. Possession est considéré[Par qui ?] comme une allégorie sur le double : intime, amoureux, sexuel, spirituel et politique (les travellings répétés sur le Mur de Berlin en sont un exemple). On peut y voir une critique virulente du communisme et du totalitarisme qui installent un climat de paranoïa, poussent à l'action irraisonnée ou irrationnelle, contrôlent la vie privée et détruisent les individus dans lesquels ils s'immiscent de manière démoniaque. Sur le site du Nouvel Observateur, Jean-Baptiste Thoret affirme que Possession est sûrement le chef-d'œuvre de son auteur et y voit une fable à plusieurs niveaux de lecture, dont une critique déguisée et violente des États de l'ex-bloc de l'Est dans leur capacité à engendrer des monstres[82].
- Les Ailes du désir de Wim Wenders (1987). Dans ce film, des anges vivent au-dessus de Berlin et peuvent entendre tout ce que dit le commun des mortels même les plus intimes pensées. Le Mur apparaît à plusieurs reprises pendant le film et devient un personnage à part entière.
- Les Années du mur sorti en 1995 et réalisé par Margarethe von Trotta raconte l'histoire d'un couple séparé en 1961 lors de sa fuite vers Berlin-Ouest. Le 9 novembre 1989, vingt-sept ans après leur séparation, ils se croisent au milieu de Berlinois en liesse[83].
- Le Tunnel sorti en 2001 et réalisé par Roland Suso Richter raconte l'histoire d'un champion est-allemand qui passe à l'ouest alors que le mur de Berlin est en construction et tente d'y faire venir sa sœur. Le film est inspiré de la vie d'Hasso Herschel qui creuse avec ses amis une galerie de 145 mètres de long pendant près de six mois dans le secteur français de Berlin. Cela permet à 28 personnes de fuir de Berlin-Est[84].
- Good Bye, Lenin! sorti en septembre 2003 et réalisé par Wolfgang Becker, évoque la chute du Mur et les changements importants qui se sont produits dans les jours et les semaines qui ont suivi : une forme de liesse, mais aussi une importante perte de repères pour ceux de la RDA (les Ossis).
- Le Perroquet rouge (Der Rote Kakadu) sorti en février 2006 et réalisé par Dominik Graf, raconte l'histoire de jeunes Allemands de l'Est qui rêvent de liberté. Ceux-ci se retrouvent dans un bar, 'Le perroquet rouge', où ils écoutent du rock venant des États-Unis. Ils sont bien sûr contrôlés de nombreuses fois par la Stasi. Le film se déroule en 1961, avant et le jour de la construction du mur.
- La Vie des autres (Das Leben der anderen) sorti en janvier 2007 et réalisé par Florian Henckel von Donnersmarck raconte comment les dirigeants de la RDA utilisent dans les années 1980 la Stasi pour leurs fins personnelles.
- Le Pont des espions (Bridge of Spies) de Steven Spielberg (2015). Un avocat américain doit se rendre à Berlin-Est, sans protection diplomatique, pour négocier un échange de prisonniers. Plusieurs scènes du film évoquent l'édification du mur ainsi que sa surveillance.
- Atomic Blonde (2017). Film d'espionnage ayant pour cadre le Berlin de 1989 pendant la période de la chute du mur.

### Dans la littérature
- L'Écluse (prix Renaudot 1964) est un roman de Jean-Pierre Faye, publié en 1964, dont le personnage principal est précisément le mur de Berlin.
- Le Miroir aux espions est un roman d'espionnage de John le Carré, publié en 1965. L'histoire concerne un service de renseignement britannique pendant la guerre froide, mentionné comme « le Service » et sa tentative pour infiltrer un agent en République démocratique allemande.
- L'Armoire de Pierre Bourgeade (Gallimard, 1977)
- Le Sauteur de mur de Peter Schneider (1982) raconte l'histoire d'un écrivain berlinois de l’Ouest. Celui-ci va et vient de part et d’autre du Mur au début des années 1980[85].
- Berlin, dernière de Kits Hilaire (Flammarion 1990) est un roman culte qui raconte l'histoire d'un groupe de jeunes gens vivant « à l'ombre du Mur », dans le quartier alternatif de Kreuzberg, entre 1987 et 1990, et assistent aux premières loges à sa chute et à la réunification allemande[86],[87].
- Berlin sous la Baltique d'Hugo Hamilton (1990) est un livre plein de surprises et de trouvailles qui se déroule dans le Berlin des années 1980, au moment où le Mur se fissure[88].
- Villa Vortex de Maurice G. Dantec (2003) est un roman à mi-chemin entre les journaux et le polar classique avec comme cadre chronologique la chute du mur de Berlin et celle des Twin Towers de New York (septembre 2001)[89].
- L'Homme de la frontière de Martine-Marie Muller est un roman se déroulant autour du mur de Berlin[90].
- Les Chiens noirs de Ian McEwan (2007) raconte l'histoire d'un jeune homme sur les traces de l'engagement politique communiste de ses beaux-parents. Le livre se termine au pied du mur de Berlin au moment de sa chute[91].
- Toutes ces choses qu'on ne s'est pas dites de Marc Levy (2008). Lors de la chute du Mur, Berlin est le lieu de rencontre entre le personnage principal et un Allemand de l'Est[92].
- Breaking the Wall de Claire Gratias (2009).
- Cet instant-là de Douglas Kennedy (Belfond, 2011)
- 188 mètres sous Berlin de Margdalena Parys (Agullo Éditions, 2017)

### Dans la musique

#### Avant la chute du mur
- En 1965, Eva enregistre la chanson Le mur (Charles Dumont / Michel Vaucaire) sur l'album Comme les blés
- En 1968, Jean-Jacques Debout enregistre la chanson Berlin.
- L’album-concept Berlin (1973) de Lou Reed utilise le mur comme métaphore des relations d'un couple (au centre de l'album).
- Dans l'album Amoureux de Paname (1975) de Renaud, la chanson Greta évoque un couple d'amoureux séparé par le Mur.
- En 1977, David Bowie signe ce qui est considéré comme l’un de ses plus grands chefs-d’œuvre avec le titre Heroes tiré d’un des albums de sa « trilogie berlinoise » du même nom. Ce single relate du « mur de la honte », symbole de division de Berlin. En 1987, lors du « Concert for Berlin », qui alluma le feu aux poudres, ce titre avait une place importante.
- En 1977, la chanson Holidays in the Sun des Sex Pistols est inspirée du voyage à Berlin des membres du groupe, et évoque la paranoïa des habitants de Berlin, et le scandaleux vers « I gotta go over the Berlin wall » (« Je dois passer par-dessus le mur de Berlin ») ainsi que le reste de la chanson montrent le sentiment d'être prisonniers des habitants de Berlin.
- En 1979, Pink Floyd sort un album nommé The Wall décrivant un mur psychologique. L'album fait l'objet d'un concert de Roger Waters, l'ex-bassiste du groupe, en 1990 en plein milieu de l'ancien no man's land[93]. La presse souligna le contexte historique, ce qui avait été voulu pour le marketing, le disque n'évoquant jamais vraiment Berlin.
- L'album Les Aventures de Simon et Ghunter… (1977), de Daniel Balavoine, met en scène deux frères allemands, l'un vivant à Berlin-Ouest, l'autre à Berlin-Est, leur séparation forcée au moment de la construction du Mur, et leur tentative de se retrouver.
- En 1981, le groupe Fischer-Z, sur l’album Red Skies over Paradise, sort le titre Berlin, évoquant le mur et « une île en Allemagne ».
- En 1982, le groupe de punk suédois Ebba Grön enregistre Die Mauer (« le mur » en allemand) et y fait allusion à un couple séparé par le Mur.
- En 1982, le groupe de rock français Téléphone fait allusion au mur dans sa chanson Dure Limite.
- En 1985, Elton John enregistre la chanson Nikita, dont le vidéoclip met en scène le chanteur cherchant à passer le mur.
- En 1987, le groupe Les Porte Mentaux évoque la séparation idéologique associée au mur avec la chanson Elsa Fraulein.
- En 1987, Johnny Clegg & Savuka incluent la chanson Berlin Wall sur leur premier album Thirld World Child. La chanson parle de l'état d'esprit et de l'anxiété d'un candidat à la défection s'apprêtant à franchir le mur.
- En 1988, Patricia Kaas fait allusion à la frontière formée par le mur dans sa chanson D'Allemagne, écrite par Didier Barbelivien.

#### Après la chute du mur
- Le 11 novembre 1989, Mstislav Rostropovitch improvise un concert de violoncelle sur une chaise, devant le mur. Cette prestation est immortalisée par de nombreuses télévisions internationales. Il est suivi par Roger Waters et sa reprise de The Wall avec de nombreux artistes dont Cyndi Lauper, Scorpions, Bryan Adams.
- Le 31 décembre 1989, à l'occasion du réveillon[94], David Hasselhoff interprète son tube Looking for Freedom (alors numéro un des ventes en Allemagne) sur le mur en cours de démolition, devant près d’un million de personnes[95].
- En 1990, Wind of Change, la chanson du groupe allemand Scorpions est connue comme l'un des symboles de la réunification de l'Allemagne et la fin du rideau de fer. Le groupe reçoit à cette époque de nombreux honneurs et distinctions pour cette chanson. Les membres sont reçus au Kremlin à Moscou par Gorbatchev en personne, en 1991, lors d'une cérémonie au cours de laquelle ils remettent à ce dernier une plaque sur laquelle figurent les paroles de la chanson. Ils sont également invités en 1999 à jouer la chanson lors de la cérémonie de célébration des dix ans de la chute du Mur.
- En 1990, Salvatore Adamo signe une chanson intitulée Berlin ce jour-là.
- Dans son album Blessures d'enfance (1990), Yves Duteil évoque le mur avec sa chanson L'Autre Côté.
- En 1994, le groupe Pink Floyd enregistre une chanson évoquant directement le mur : A Great Day for Freedom.
- En 1999, lors du 10e anniversaire de la chute du mur, le journaliste et écrivain Jean-Pax Méfret interprète sa chanson Le Soir du 9 novembre.
- En 2012, le groupe français Concrete Knives évoque la chute du mur avec Bornholmer, chanson d'ouverture de leur premier album Be Your Own King.

### Dans l'art contemporain
En réaction à la construction du mur, Christo et Jeanne-Claude édifient rue Visconti à Paris un mur de barils de pétrole le 27 juin 1962. 240 barils de pétrole y ont été placés pour bloquer la circulation.

### Au théâtre
- Berlin, 9 novembre, de Pierre Bourgeade, pré-mise en scène de Kai Woly Wolters, Rheinische Landestheater, Neuss, 1999. Publication : Paris, L'Avant-scène théâtre, 2002, 62 p. (Collection des Quatre-vents) (ISBN 2-907468-86-3).
- Berlin, de l'autre côté du mur, de Sandrine Gauvin. Publication : France, éditions Ex Aequo, 2010, 80 p. (Collection Entr'actes)

## Dans les jeux vidéos
- Dans Mario Kart Tour et Mario Kart 8 Deluxe, dans le circuit de la Ballade Berlinoise qui justement est la ville de Berlin, le mur est présent avec des Whomps qui sont des murs vivant qui tombent comme obstacles.  (ISBN 978-2-35962-095-5).

- Dans Call of Duty: Black Ops Cold War, dans la mission "Le Mur" le joueur doit accomplir une mission d'infiltration dans Berlin-Est et traverser le Mur de Berlin.